# Pa
|  | Per a altres significats, vegeu «Pa (desambiguació)». |

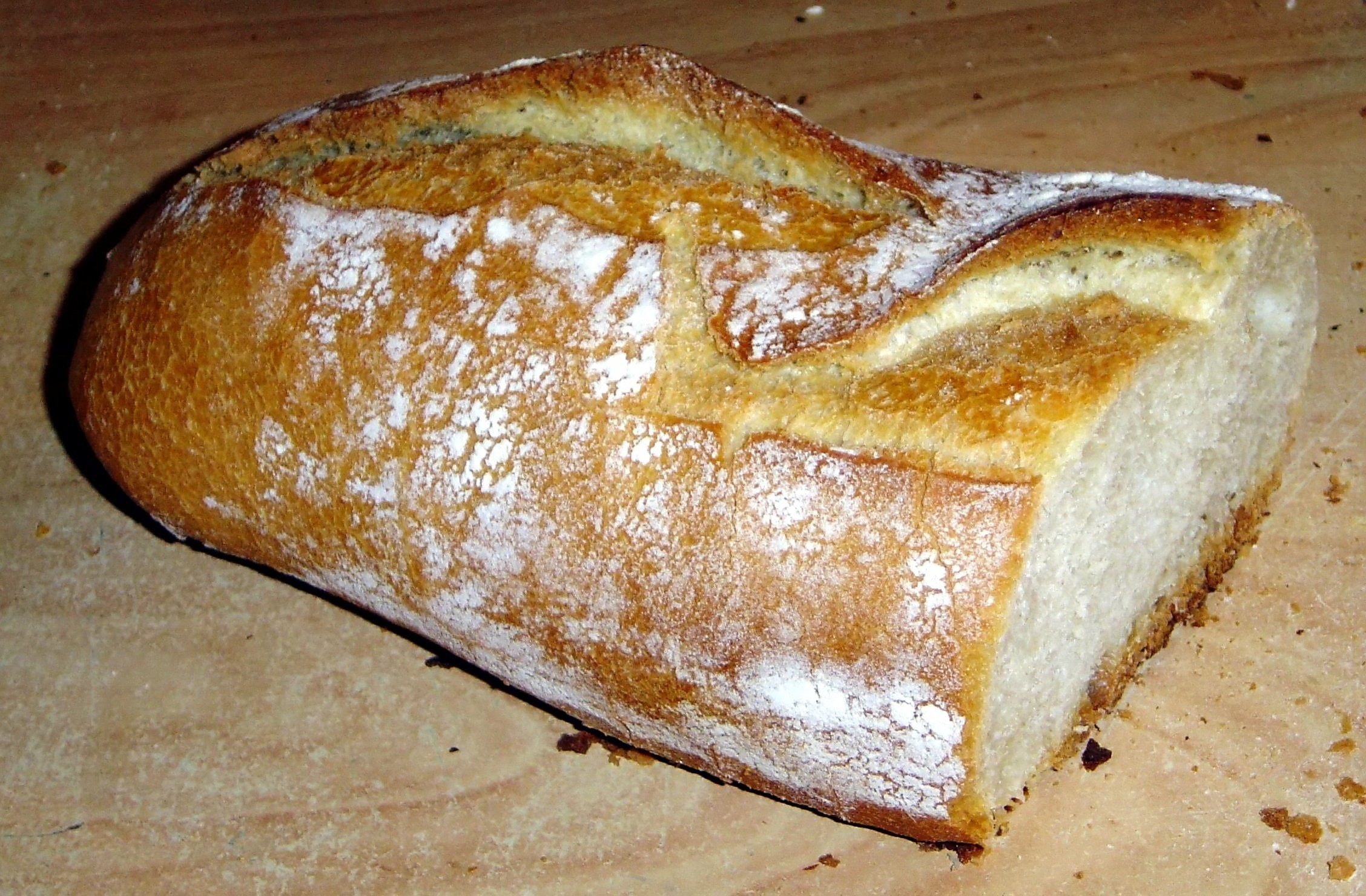
Pa francès

El pa (del llatí panis) és un aliment bàsic que forma part de la dieta tradicional a Europa, l'Orient Mitjà, l'Índia, l'Amèrica i Oceania. S'acostuma a preparar mitjançant l'enfornament d'una pasterada o massa elaborada fonamentalment amb farina de cereals com el blat, sal i aigua. La barreja, algunes vegades, acostuma a contenir llevats perquè fermenti la massa i sigui més esponjosa i tendra.
El pa eixit de poc del forn és dit pa fresc, pa tou, pa blan(et), i quan ix del forn pa calent.

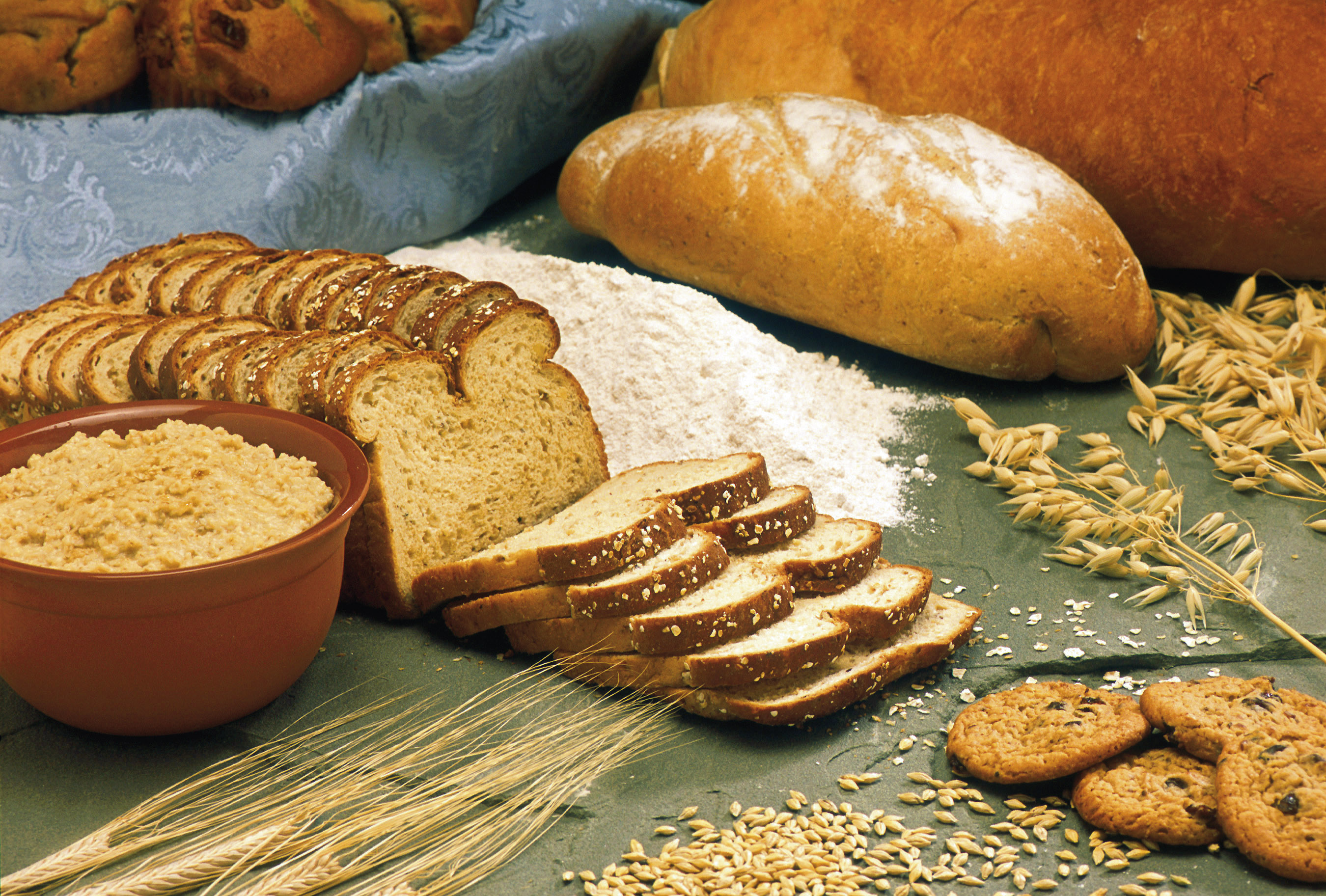
Cereals (civada, ordi, i blat) i alguns pans fets amb ells

El cereal més utilitzat per a l'elaboració del pa és la farina de blat, però també s'utilitza el sègol, l'ordi, el blat de moro i l'arròs. Existeixen molts tipus de pa que poden contenir d'altres ingredients, com ara greixos de diferents tipus (cansalada, mantega, oli d'oliva), ous, sucre, espècies, fruites, fruita seca o dessecada (com per exemple panses), verdures (com cebes), o llavors diverses.
L'addició del llevat provoca la fermentació alcohòlica de la massa abans de l'enfornat i, com a conseqüència, li proporciona volum i esponjositat causats per la producció de petites bombolles de diòxid de carboni que es queden immergides entre la massa humida de la farina. Al pa elaborat sense l'ús de llevat se l'anomena àzim i per això, manca de l'esponjositat típica dels pans «inflats» o «llevats». És molt possible que les elaboracions més primitives de pa no portessin llevat i la farina consistís en grans toscament molts i mesclats amb aigua, que es deixaven eixugar al sol o que acabaven entre les cendres d'un foc. Els pans plans, molt populars en algunes cultures, és probable que siguin els prototipus més antics.
Una variant del pa amb denominació pròpia són les galetes i els pastissos que tenen diferents masses ensucrades; probablement, sorgiren com una necessitat de fer pans «més portables» i nutritius. A la massa se li pot donar diferents formes a causa de l'ús de diversos motlles i tècniques d'amassament: d'aquesta manera existeixen, entre d'altres, les barres, les trenes o els pans rodons. El tipus de pa convencional a Catalunya és el pa de barra anomenat francès malgrat que avui en dia torna a imposar-se el pa de pagès, que es caracteritza per una elaboració més artesana.
En la nutrició humana el pa ha estat tan important que en moltes cultures és un sinònim d'aliment. També forma part de molts rituals religiosos i socials com el matzà a la pasqua jueva, l'hòstia a l'eucaristia cristiana i el ritu de benvinguda dels pobles eslaus que involucra el pa i la sal. Antigament, a les zones rurals, el pa era elaborat en els mateixos nuclis familiars; posteriorment aparegué l'establiment per a dispensar el pa, la fleca, que a les zones urbanes ha anat cobrant més importància. Actualment, existeixen electrodomèstics específics amb els quals es pot elaborar pa de forma molt senzilla, com per exemple, amb la màquina panificadora. Ara com ara es tracta d'un aliment bàsic que pot trobar-se a pràcticament qualsevol botiga d'alimentació i a les grans superfície comercials; el seu valor fa que es puguin calcular determinats índexs econòmics de referència com l'Índex de Preus de Consum o IPC, que és emprat per determinar l'evolució del cost de vida d'un país.

## Història

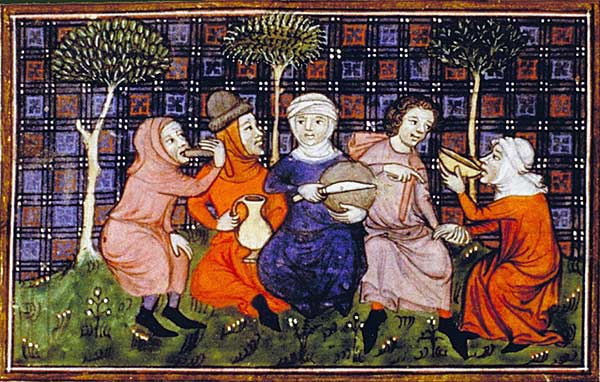
Repartiment de pa entre camperols, del Livre du roi Modus et de la reine Ratio, França, Segle XIV (Bibliothèque nationale).

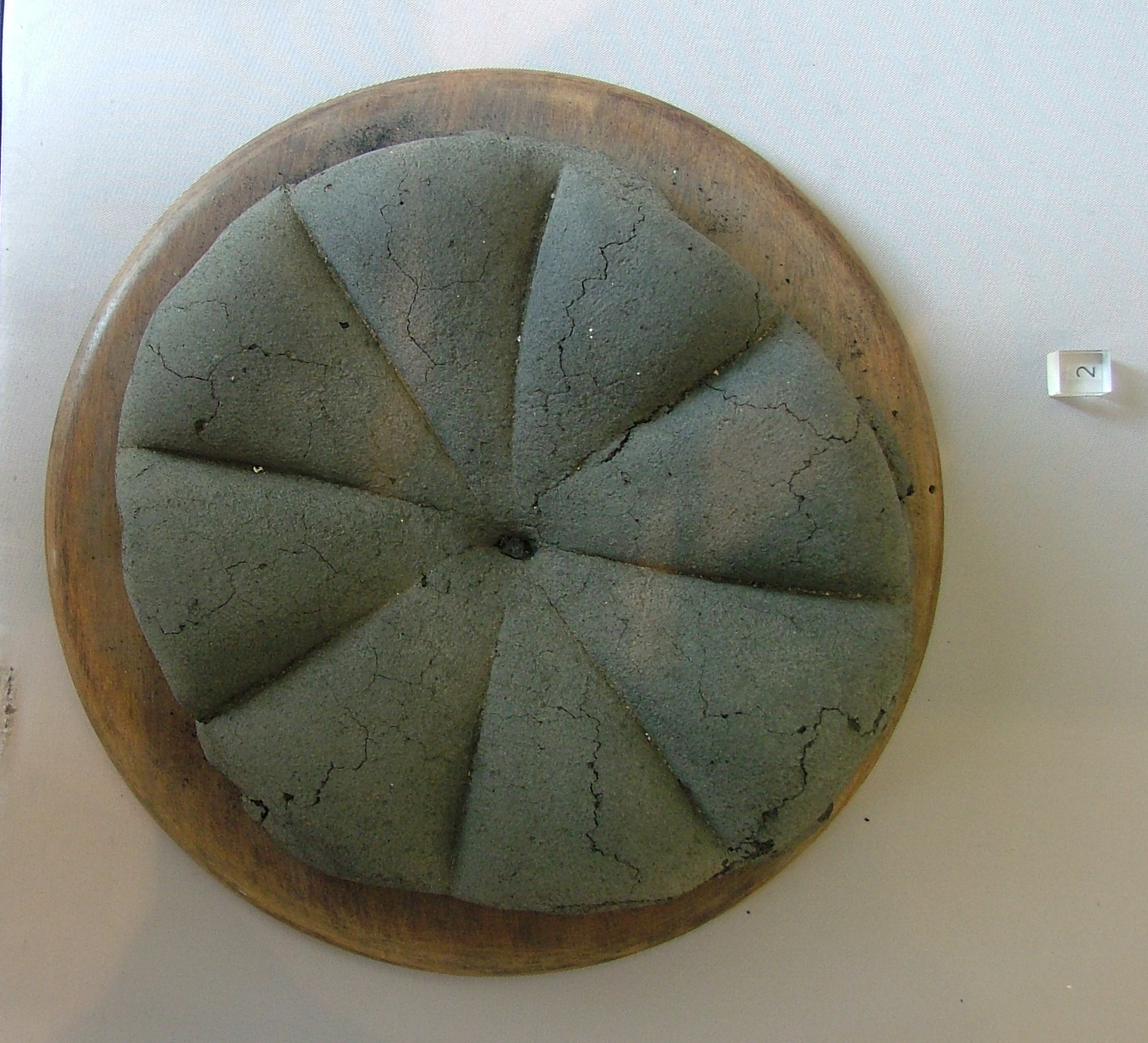
Pa extret de les ruïnes de Pompeia

El pa ha estat l'aliment bàsic de la humanitat des de la prehistòria. Alguns autors imaginen que el descobriment del pa podria haver succeït quan una massa de grans mig molts i lleugerament humitejada s'hagués cuit al sol damunt d'una pedra calenta, o simplement hagués quedat abandonada al costat d'un foc o font de calor diversa.
L'evolució històrica del pa es fonamenta en tres elements: 
- D'una banda, la millora i evolució dels elements mecànics que polvoritzen els grans, com per exemple, els molins;
- D'altra banda, una millor producció en relació als microorganismes que poblen els llevats;
- i finalment, l'evolució dels forns i els elements que proporcionen la calor necessària.[6]

Probablement, els primers pans estarien fets amb farines de glans o de fages. Els arqueòlegs han excavat i trobat fragments de pa àzim als jaciments dels poblats propers als llacs suïssos. Se sap que els egipcis elaboraven pa des de fa molt de temps, i d'ells daten també les primeres evidències arqueològiques de la utilització del llevat al pa, així com l'ús de forns. Es creu que van descobrir la fermentació per casualitat. El pa per als egipcis era tan important que es considerava com una moneda per pagar els jornals.
Durant la República Romana, hi havia forns públics. Per als legionaris romans el pa era un aliment habitual i la seva dieta era, principalment, d'olives i pa. Se'ls donaven tres lliures de blat al dia, que trituraven en un molinet de mà compartit per un grup limitat de soldats. De la farina es feia el bucellatum (pa amb forma d'anell molt similar a l'actual bagel) i es posava al forn per fer-ne pa. En algunes regions que no formaven part de l'imperi, com Alemanya i Suècia, alguns habitants que havien combatut a l'exèrcit romà inclogueren el pa en la seva dieta i, d'aquesta manera, es va anar estenent el seu consum a altres poblacions.
El seu nom prové del llatí panis el qual significa pa o fogassa. Aquest gran consum de pa durant l'Imperi Romà va fer possible que el conreu i comerç del blat fos molt important. Amb la caiguda de l'Imperi es va produir una manca de blat a quasi tot Europa, que ja s'havia acostumat de manera massiva al seu consum. Les exportacions cap al nord van desaparèixer per complet. Prova de l'àmplia difusió del pa en aquesta època és la paraula anglesa lady que significa en anglès antic "la persona que amassa el pa". A Escandinàvia, davant l'escassetat de blat, la població va haver d'acostumar-se a elaborar pans de sègol i d'ordi, sent habitual que s'afegís a la massa escorça de pi molta.
A l'edat mitjana, davant l'escassetat de blat, començaren a elaborar-se diferents tipus de pa. El pa blanc era un privilegi dels rics i el pa negre d'ordi, sègol o civada era per a la resta de la població —aquest «privilegi» va durar fins ben entrat el segle xx, sobretot a èpoques de carestia o guerres. Es feia a mà, a la pròpia llar o en forns públics. L'ampliació progressiva del sistema alimentari va introduir canvis als hàbits dietètics i el pa va deixar de ser l'aliment bàsic del conjunt de la població. Una gran varietat de productes que permetia un millor equilibri en l'alimentació va enfortir la robustesa i l'altura dels individus. A l'elaboració del pa va començar a emprar-se algun tipus de maquinària. Una de les elaboracions més típiques eren les sopes o pa remullat en un líquid.
El pa va anar passant per millores en la molta i l'enfornat i, a poc a poc, ha passat de ser un producte elaborat artesanalment, a ser un producte industrial al qual se li afegeixen diversos additius. Actualment, la maquinària facilita molt el treball i fa possible estalviar les tasques més pesades i dures; per exemple, s'utilitzen pastadores, forns automàtics, transportadores, refrigeradores, talladores i fins màquines per embolicar. A finals del segle xx es van popularitzar els pans integrals o negres.

## Ingredients
Els principals ingredients del pa són la farina, l'aigua, la sal i el llevat. De vegades també s'hi afegeixen altres ingredients per tal d'obtenir pans especials o per millorar el procés de fermentació.

### Farina

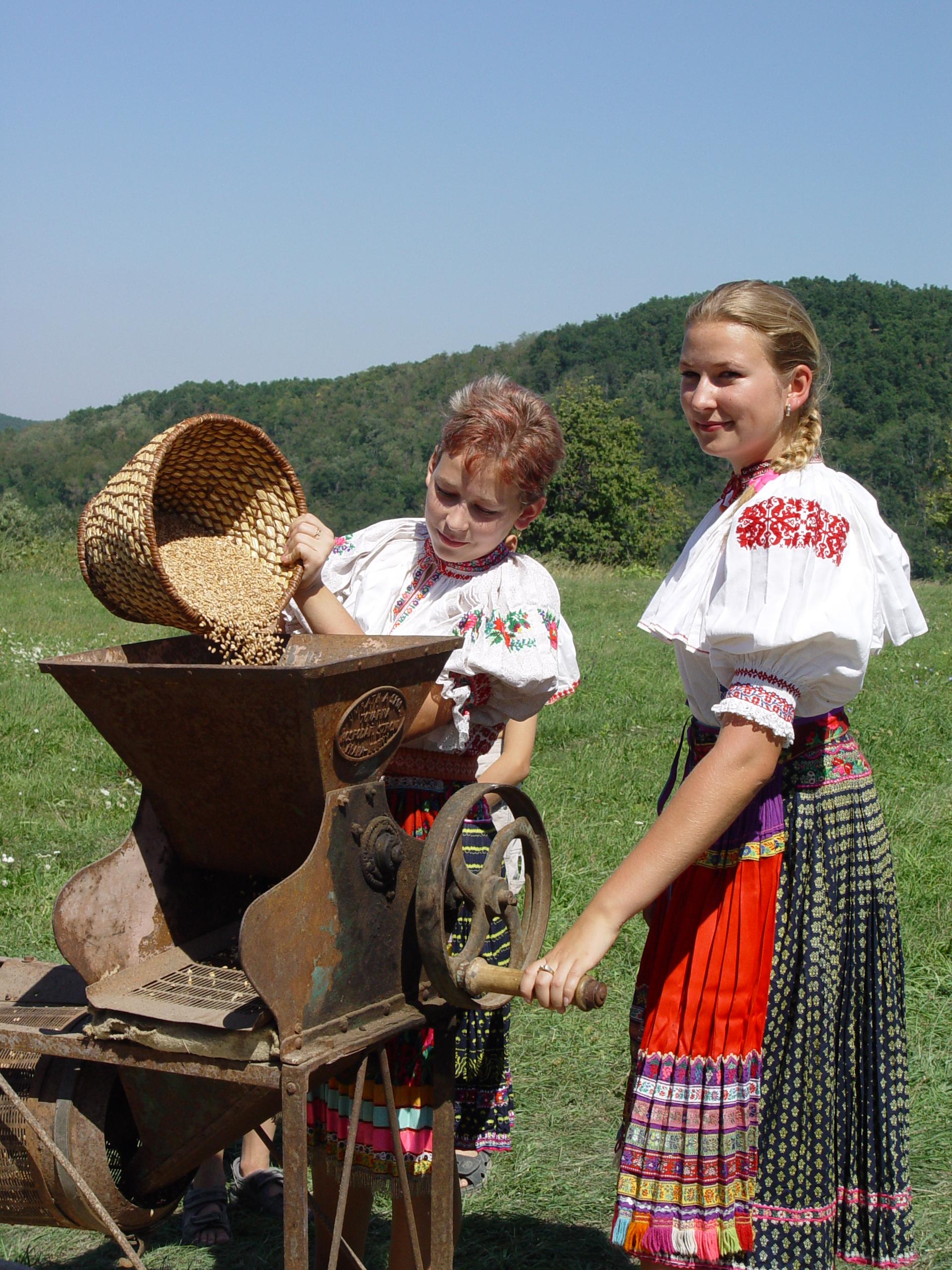
Molta manual de blat en un festival folklòric d'Eslovàquia

La farina és el principal ingredient del pa. Consta bàsicament d'un cereal, o d'una barreja d'ells, que han estat molts de manera molt fina, fins a arribar a una textura en forma de pols que, per regla general, és només l'endosperma del cereal. Segons l'ús final que es vulgui donar a la farina –pastes, forneria, rebosteria–, s'acostuma a moldre amb més o menys intensitat fins a aconseguir una pols d'una finesa extrema. S'acostuma a comercialitzar en paquets que ronden el quilogram, i l'embalatge s'acostuma a presentar en paper o cartó. Les farines que actualment es comercialitzen solen portar una barreja de diversos tipus de cereal molts, i per regla general acostumen a estar enriquides.
Per comprendre el procés de panificació convé entendre que la farina és un conjunt de dues substàncies:
- Gluten. Correspon al conjunt de proteïnes insolubles en aigua procedents dels cereals molts; són les responsables de proporcionar a la massa un aspecte compacte i elàstic. El gluten és també el responsable d'atrapar el diòxid de carboni alliberat durant la fermentació i provocar l'augment de volum de la massa. Quan aquestes proteïnes es troben en un medi sec són inertes, però en medis aquosos les cadenes d'aminoàcids comencen a alinear-se formant xarxes de proteïnes que són les que donen la textura final a la massa. El gluten consta principalment de glutenina, que proporciona resistència i fortalesa, i la gliadina, que és la que dona la qualitat enganxosa a la massa. El gluten per si mateix no aporta aroma al pa.[11] El contingut de gluten en una farina, per si sol, no és definidor de la qualitat d'una farina, així, dues farines amb el mateix contingut de gluten es comporten de formes molt diferents.
- Midó. Representa aproximadament el 70% de pes de la farina i emmagatzema l'energia que necessitarà la futura planta per poder créixer. El midó es presenta en forma de grànuls que tenen dues molècules de midó distintes: l'amilosa i l'amilopectina.[12] Aquestes dues molècules s'organitzen dins els grànuls amb una estructura quasi cristal·lina que absorbeix poca aigua.[13] Els midons compleixen la missió de repartir la humitat de forma homogènia durant l'amassament i de proporcionar una estructura semi sòlida a la massa. La farina, junt amb els lípids existents als grans, són els elements que proporcionen l'olor característica del pa.

De vegades, el percentatge de gluten defineix els tipus de farina; per exemple, les farines de força són aquelles que tenen un alt contingut de gluten, que pot arribar a superar l'11% de pes total. És per aquesta raó que un alt contingut de gluten fa que l'amassament requereixi més força, ja que la massa d'aquestes farines és més resistent a l'estirament manual. Al contrari, les farines febles són aquelles amb un contingut baix en gluten i proporcionen masses més fàcils de manipular. Algunes varietats de cereals contenen més gluten que d'altres. Per exemple, la farina de blat és rica en gluten i, per això, contribueix a generar una textura esponjosa; al contrari, les farines d'ordi o de civada tenen menys gluten i menys capacitat de retenir el CO₂ i, per tant, el resultat són masses menys esponjoses.
També és habitual trobar barreges de farines de blat amb altres cereals pobres de gluten; fins i tot, és habitual que es mesclin farines de blat de diferents procedències i riquesa en gluten, per a obtenir farines molt riques destinades a pans específics. Existeixen classificacions de farina especials que contenen indicacions de la puresa i de la quantitat d'endosperma, així com el contingut en cendra. Les classificacions més reconegudes internacionalment són la francesa i la nord-americana.
La farina té també d'altres substàncies, amb un percentatge inferior a l'1% del pes:
- una petita proporció de lípids, que contribueixen a reforçar les unions de les proteïnes del gluten (gliadina i glutenina);
- altres hidrats de carboni, a part del midó, i alguns enzims com les amilases, les proteases –que actuen sobre les proteïnes del gluten transformant-les en cadenes més curtes–, i les lipases.[14] La sal inhibeix l'acció de les proteases.

### Aigua

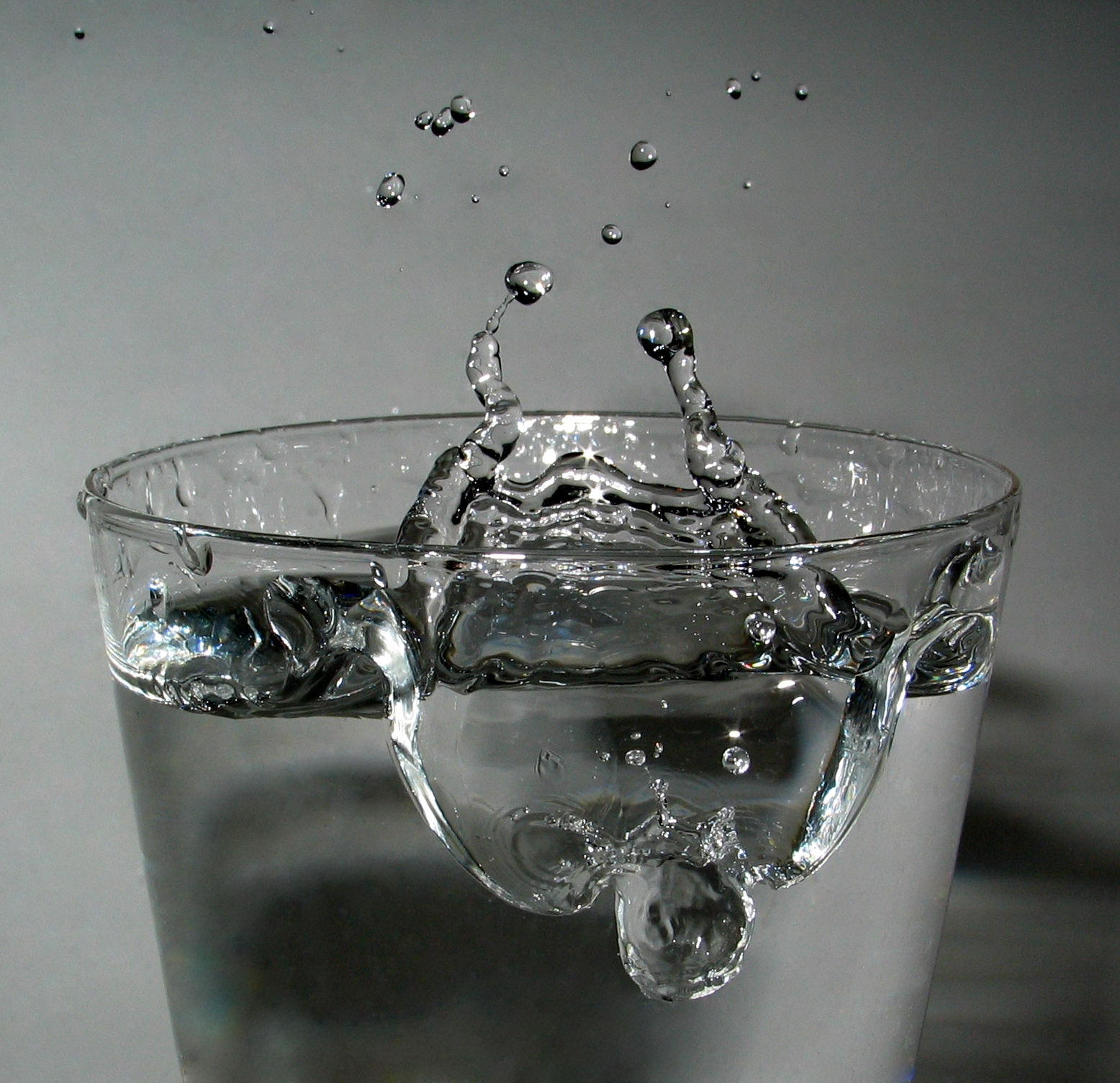
L'aigua és un dels ingredients indispensables per l'elaboració del pa. La seva funció és activar els mecanismes de formació de la massa.

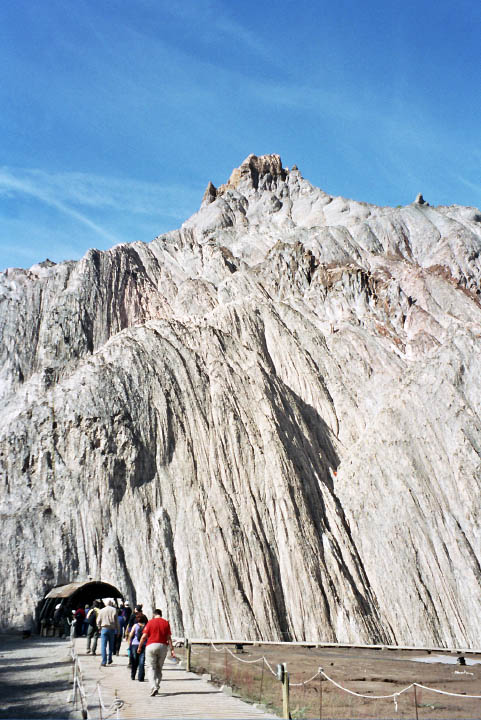
Muntanya de sal a Cardona

L'aigua té com a missió activar les proteïnes de la farina perquè la massa adquireixi una textura tova i modelable. Posseeix, a més a més, la capacitat dissolvent de les substàncies afegides a la massa, i és necessària per al desenvolupament de la fermentació. La composició química de l'aigua emprada afecta les qualitats del pa. La proporció d'aigua que es fa servir en l'elaboració de la massa influeix en la consistència final. Acostuma a afegir-se aigua de manera que suposi un 43% del volum total de la massa o, cosa que és el mateix, un 66,6% del pes de la farina, o que la farina representa 1 vegada i mitja el pes d'aigua.
Si el contingut d'aigua és inferior al 43%, la massa és menys extensible i més densa. Tanmateix la quantitat d'aigua que pot absorbir una farina depèn del tipus de cereal emprat en la seva elaboració i de la composició de proteïnes; per exemple, les farines d'alt contingut proteic absorbeixen més aigua. Tanmateix, el tipus de pa determina la proporció final d'aigua a la massa i pot anar lligat a les preferències del mateix forner que elabora el pa.
Els forners usen un sistema de percentatges denominat taxa d'hidratació, també conegut com a "percentatge de forner"; a la que el pes de la farina representa un percentatge de 100, la resta dels ingredients es mesuren com a percentatges amb relació a la farina. L'aigua pot representar des d'un 50%, en el cas dels pans lleugers, fins a un 70% en pans més artesans. Alguns forners poden arribar a fer servir un 80% d'aigua.
La qualitat i composició de les aigües influeixen a la formació de la massa. Per exemple, se sap que les aigües amb un caràcter àcid endureixen la xarxa de gluten, mentre que les alcalines suavitzen la massa. Aquesta és la raó per la qual, de vegades, en l'elaboració de la massa s'utilitzen aigües minerals o filtrades, per a evitar que aquestes variables afectin negativament la massa final; i ho aconsegueixen, per exemple, matant o inhibint els llevats. Les aigües fluorades poden arribar a aturar la fermentació. El medi líquid de la barreja pot també contenir d'altres substàncies amb una funció similar a la de l'aigua, com pot ser la llet, el sèrum de mantega, determinades begudes alcohòliques com poden ser el vi o la cervesa o el whisky de malt i, fins i tot, diverses barreges vinagroses.
Algunes recerques mostren que el procés d'hidratació de la massa després de la seva barreja amb l'aigua pot durar entre 10 i 20 minuts, temps que és necessari per reposar la massa i deixar que quedi impregnada per complet. Després d'aquest període de repòs, convé endarrerir l'addició de llevat fins que la massa s'hagi hidratat bé. La duresa de l'aigua pot influir en l'elaboració del pa perquè les aigües més dures tenen sals minerals que afavoreixen la fermentació amb els llevats; tot i així, per regla general, per a l'elaboració del pa són preferibles les aigües de duresa mitjana. Si l'aigua és massa dura, la massa tindrà dificultat per arribar al seu punt de resistència.

### Sal
La sal és un ingredient opcional en alguns pans. La missió de la sal és, per una banda, la de reforçar els gusts i aromes del mateix pa, i d'altra, afecta en la textura final de la massa. Les sals poden arribar a representar fins a un 2% del pes total de la farina. Els pans tradicionals no acostumen a portar sal, però tanmateix algunes masses com els croissants, o els brioixos, en tenen grans quantitats, per damunt del 3%, a fi de reforçar el gust de la mantega. En l'elaboració de pans s'acostumen a utilitzar sals marines, si pot ser amb un petit grau de refinament, i es mesclen en les primeres fases de l'amassament de la farina. Sigui com sigui, la majoria de les receptes que afegeixen la sal parlen de l'ús de sals no refinades, com poden ser la sal negra o la sal fumada.
La sal contribueix d'una forma indirecta a la formació del color marró de la crosta del pa, ja que retarda la fermentació i això genera un excés de sucres que afavoreixen durant l'enfornat la formació d'aquests colors daurats de la crosta. La sal té, a més a més, un lleuger efecte fungicida; la seva presència permet d'allargar la seva vida comestible.
En alguns casos, s'aconsella afegir la sal després d'haver-se completat el procés de fermentació del pa per a evitar la mort o inhibició dels llevats, procés conegut com a autòlisi. En el mètode d'autòlisi la sal i el llevat s'afegeixen després d'un repòs de 10-20 minuts. Alguns autors opinen que la sal endarrereix l'efecte del llevat, prolongant així la fermentació; els llevats cerquen els sucres de la farina i la sal fa més difícil el treball fermentatiu. La sal també s'utilitza de vegades com un element decoratiu i acostuma a trobar-se en forma de grans de miga grossa a la superfície de la crosta, com és en el cas del pa anomenat brètzel.

### Llevat

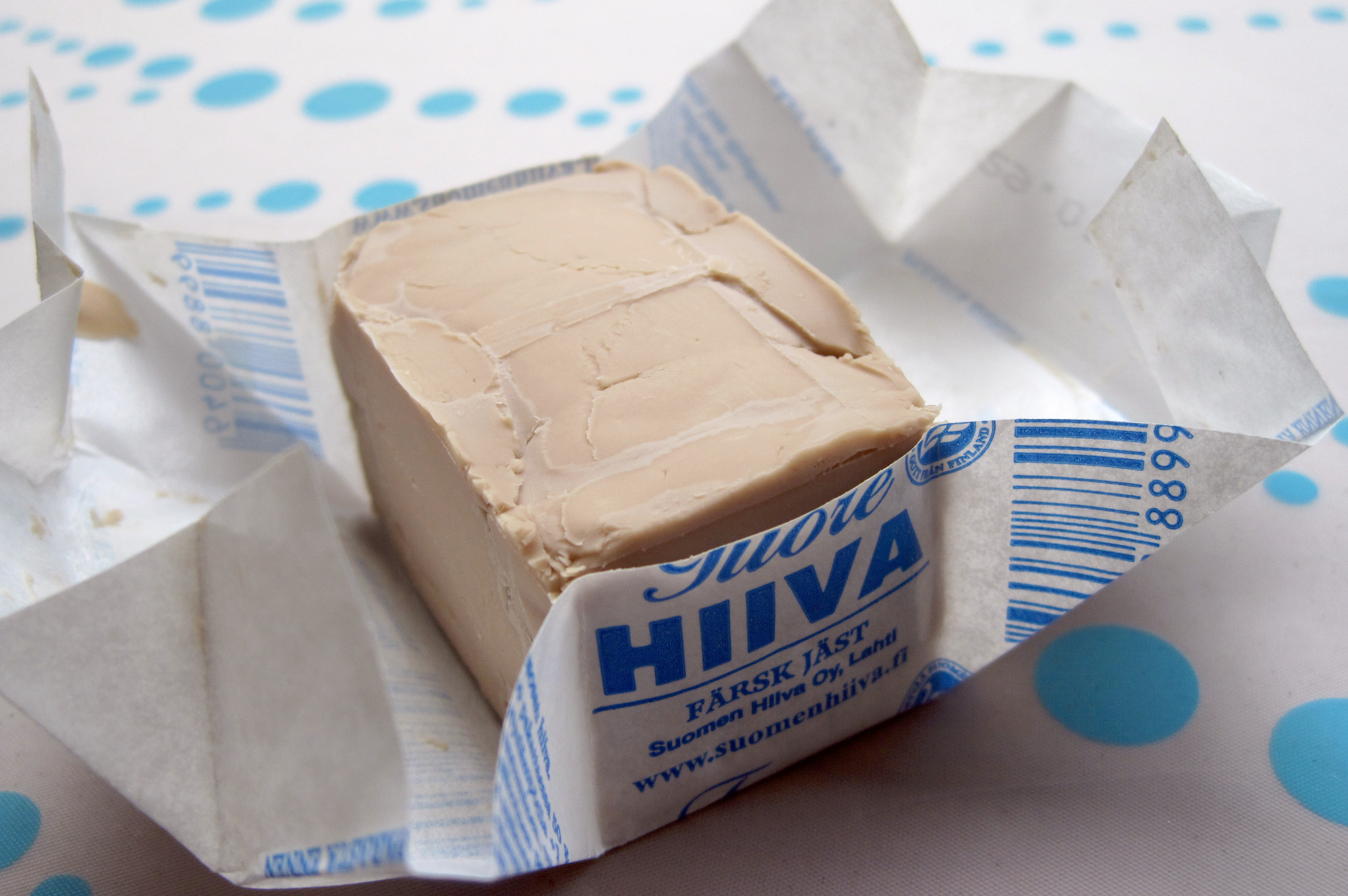
Cubs de llevat fresc (presentació més habitual)

El rent o llevat són diversos tipus de microorganismes unicel·lulars, que formen part de la família dels fongs, i que s'alimenten del midó i dels sucres existents a la farina. Aquest procés metabòlic dona lloc a la fermentació alcohòlica el resultat de la qual és l'etanol en forma de gas, la fórmula química del qual és: CH₃-CH₂-OH), diòxid de carboni (CO₂. El gas alliberat fa que la massa del pa s'infli, augmentant-ne de volum, mentre que l'alcohol etílic s'evapora durant l'enfornat del pa, a causa de les temperatures assolides al seu interior. Malgrat que s'han emprat els llevats en la fermentació del pa des de fa ja gairebé més de 6.000 anys, el procés tan sols va ser comprès amb les investigacions de Louis Pasteur que van fer possible l'explicació científica del procés biològic de la fermentació.
La clau de l'ús dels llevats és la generació gasosa que infla la pasta, que és una barreja de farina i aigua. Se sap que el procés de fermentació és dependent especialment de la temperatura i que als 35oC assoleix la seva màxima velocitat reactiva. Els llevats s'incorporen durant les primeres etapes de la barreja entre la farina i l'aigua.
Avui dia es coneixen gairebé més de 100 espècies diferents de llevats; algunes d'elles són responsables de causar infeccions, i d'altres contribueixen a la degeneració i putrefacció dels aliments. De totes elles, una espècie en particular és la responsable de la fermentació del pa: es tracta de la Saccharomyces cerevisiae. Aquest llevat és també el responsable de la fermentació del vi i de la cervesa.

El metabolisme del llevat pot expressar-se en forma d'una senzilla reacció química: 
C₆H₁₂O₆ → 2 C₂H₅-OH + 2 CO₂
Així, una molècula de glucosa (que pot ser el midó de la farina) mitjançant l'acció del metabolisme dels llevats es transforma en dues molècules d'etanol i dues de diòxid de carboni (gas). El gas queda atrapat en la xarxa de la gluteina i incrementa el volum de la massa, i disminuint-ne la densitat.

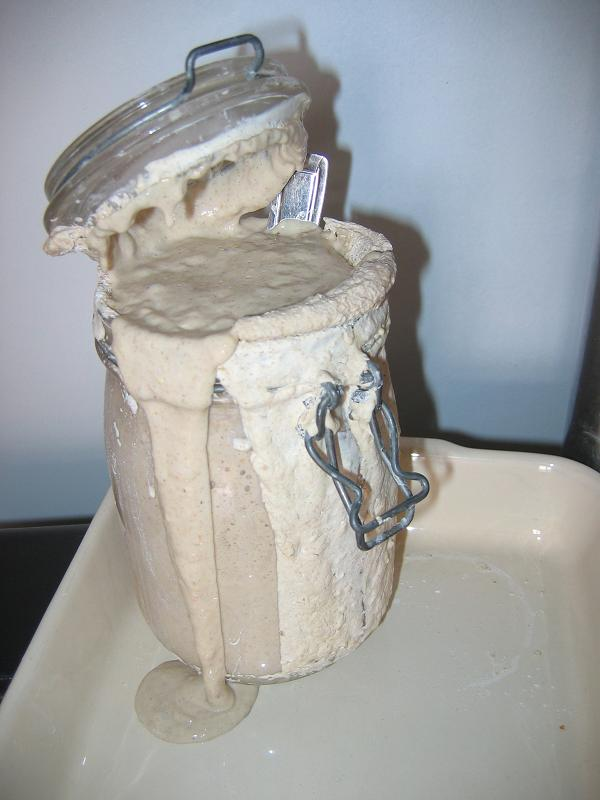
Preparació d'un llevat mare

Sota la denominació de llevats, als establiments especialitzats, en podem trobar tres de diferents, sempre del tipus S. cerevisiae:
- Llevat sec. S'obté dels tancs de fermentació i posteriorment es dessequen per aturar els processos metabòlics dels llevats. Els llevats secs es reactiven un altre cop quan, abans d'ésser barrejats a la massa, són introduïts en un mitjà aquós temperat (25 °C-30 °C); en aquest cas s'anomenen "llevats actius". Existeixen llevats denominats "instantanis" que no necessiten ésser prehidratats i que es barregen amb la farina i l'aigua al mateix temps; aquests llevats, generalment, proporcionen diòxid de carboni de forma més vigorosa que els llevats actius. Els forners professionals empren cada vegada més aquest tipus de llevats secs instantanis per la seva rapidesa i la seva llarga vida.[15]
- Llevat fresc. Obtingut d'una fermentació que posteriorment es refrigera en forma de cubs, de 50 grams aproximadament, amb una textura de pasta comprimida; tenen una vida útil d'unes poques setmanes. Els que elaboren el pa acostumen a preferir aquest tipus de llevat, però el problema és que té una vida mitjana inferior a la d'altres llevats.[11] El llevat fresc és similar al llevat sec, l'única consideració és que cal emprar-ne el doble; per exemple, si una recepta de pa indica 25 grams de llevat sec, en aquest cas s'utilitzarà el doble de llevat fresc, és a dir, 50 grams.[15]
- Llevat químic. Es tracta de compostos químics capaços de generar gasos (generalment diòxid de carboni), tal com ho faria un llevat. Alguns casos el component alcalí denominat hidrogencarbonat de sodi, NaHCO₃, denominat en anglès baking soda) mesclat amb un mitjà àcid com pot ser suc de llimona o de taronja, o xocolata.
- Llevats naturals. Són aquells que estan presents en el mateix cereal, o a l'atmosfera. Aquests llevats es caracteritzen per un procés de fermentació lent; proporcionen menys diòxid de carboni, però aporten un gust clàssic al pa.

La quantitat de llevat que empra el forner pot variar segons el tipus de massa que vulgui elaborar i pot oscil·lar entre el 0,5% i el 4% del pes de la farina; en el cas de llevats secs es divideix per dos la quantitat total emprada. De vegades s'acostuma a incloure a la farina els prefermentadors, amb la finalitat de millorar els efectes dels llevats a les farines; per fer-ho s'utilitzen diversos mètodes, com pot ser la fermentació de massa àcida quan es tracta d'un cultiu dels llevats existents a l'aire perquè es cultivin a la farina i que acabin formant una fermentació (denominat de vegades també com a massa mare), la formació d'aquesta fermentació genera diòxid de carboni (CO₂) i àcid làctic (H₃C-CH (OH) – COOH). Les espècies de llevats emprats en aquest tipus de llevats mare és el Lactobacillus plantarum, L. delbrueckii, L. sanfranciscensis. Tradicionalment els llevats s'incorporaven a la massa utilitzant les restes de la massa del pa elaborat durant el dia anterior, el que es denominava massa mare. Altres prefermentacions populars a l'àrea mediterrània acostumen a ser el biga italià.

### Altres ingredients

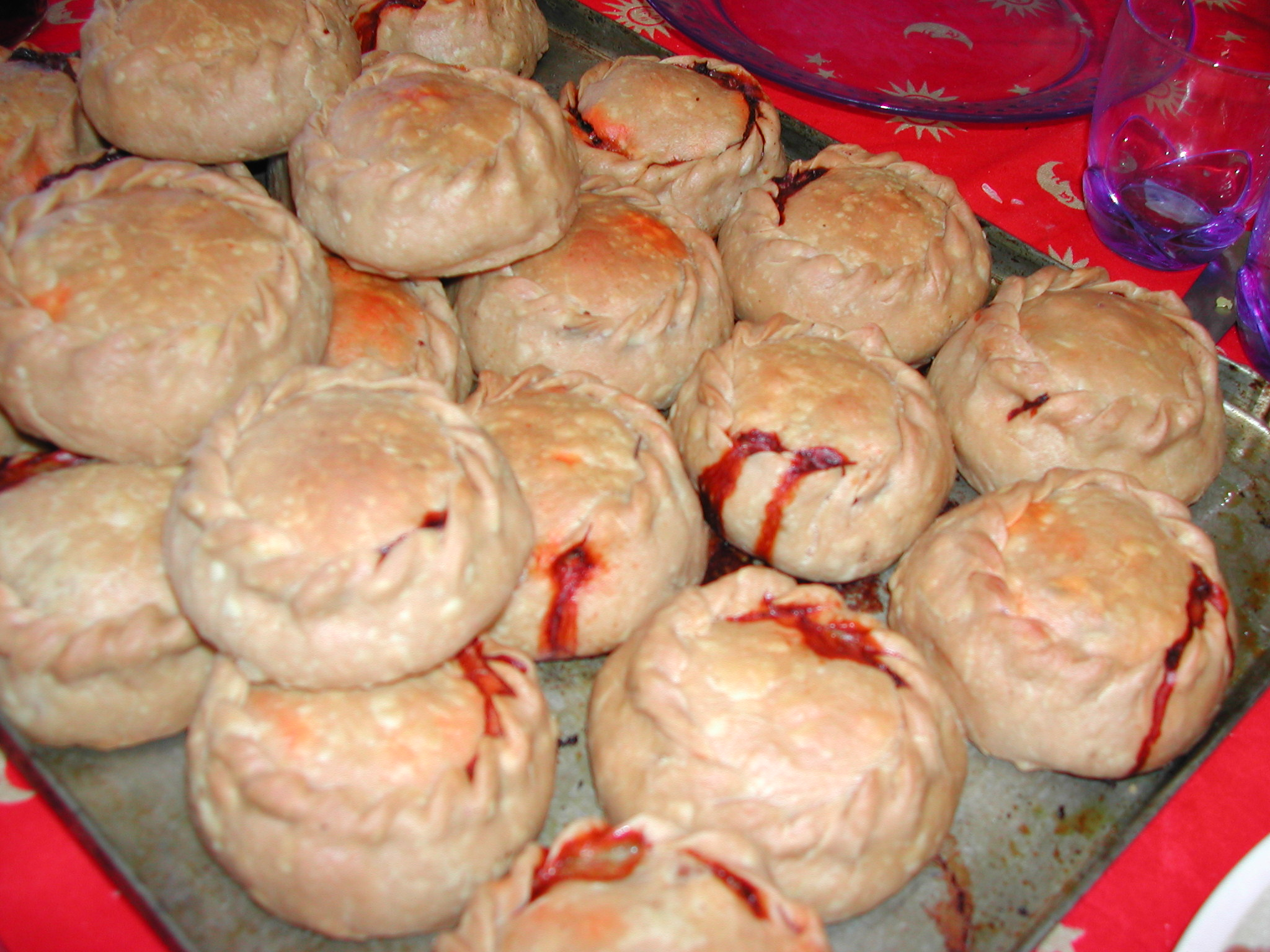
Panades cuites de Mallorca

També s'acostumen a afegir d'altres ingredients, sigui per a millorar el procés de fermentació, per a modificar el gust, o per a farcir-lo; el farciment del pa dona lloc a una família molt àmplia d'aliments anomenats dumplings, com són les panades mallorquines, les fogasses, el dampfnudeln o el calzone italià. L'ús de diversos productes que es mesclen amb la farina i que milloren els rendiments de producció del pa es denominen "milloradors del pa", i es porten utilitzant a la indústria fornera des dels anys 1950.
Entre els diversos tipus d'ingredients es poden destacar:
- Sucre, per a millorar la fermentació; en el cas del pa de motlle, el contingut de sucre és alt.
- Espècies per a modificar el gust.
- Greixos, com mantega o cansalada.
- Llavors, com pipes de gira-sol o sèsam.
- Fruites, com la banana.
- determinades plantes, com la ceba.
- Ou, bé sigui el rovell o la clara.
- Olives moltes, propi d'algunes zones de la Mediterrània.
- Embotits, com el pernil o el xoriço, com en el pa anomenat preñao.
- Peix, com en el cas del kalakukko.
- Grans del cereal, lleugerament molts i també maltats, que porten enzims que afavoreixen el fermentat de la massa.[11]
- Llet; els pans d'elaboració industrial tenen quantitats apreciables de llet que s'incorpora amb l'objectiu d'incrementar el contingut de lisina al pa;[19] de vegades, és llet en pols.
- Vitamines. Hi ha empreses que produeixen el pa considerat com un aliment funcional; en aquest cas s'afegeixen vitamines, i se l'anomena «pa enriquit».[20] S'acostuma a afegir àcid ascòrbic (vitamina C) a fi de reforçar les propietats físiques del pa, especialment en forma les peces grans, al mateix temps que accelera la seva maduració; l'àcid ascòrbic s'elimina per complet durant l'enfornat.
- La lecitina, que és un emulsificant.
- El propionat càlcic, un fungicida que evita l'aparició de fongs.

Un tipus d'ingredients especials són diversos tipus d'enzims. Alguns ingredients de la fleca industrial acostumen a ser enzims, com l'amilasa, que s'afegeix per afavorir la fermentació i que el pa es faci de forma més homogènia; és una de les aplicacions més habituals de la indústria bioquímica en l'ús d'enzims. Alguns enzims com la fitasa fúngica s'afegeixen per a reduir el contingut d'àcid fític, substància que es considera com a antinutritiva perquè disminueix la biodisponibilitat de minerals com ara el calci, el zinc, el magnesi, el ferro i el fòsfor. L'amilasa modifica les propietats químiques de les farines, ja que durant la fermentació degrada els sucres complexos del pa en sucres més senzills; també la textura queda afectada, tot aconseguint que la molla sigui més suau. S'utilitza la proteasa, lipasa.
Altres additius emprats són els antioxidants, que mantenen les propietats del pa tan estables com sigui possible. Tot i així, alguns han generat una certa polèmica, com és el cas de l'hidroxibutilanisol (BHA) i el hidroxibutiltoluè (BHT)).

## Elaboració
L'elaboració del pa és un conjunt de diversos elements i processos encadenats que s'inicia amb la preparació dels ingredients adequats i en les seves proporcions justes. Segons els forners s'afegeixen més o menys processos a l'elaboració, encara que bàsicament n'hi ha quatre: 
1. Mescla de la farina amb l'aigua (així com d'altres possible ingredients), en el procés de treballar la massa.
2. Repòs, que quan hi ha llevat farà pujar la massa.
3. Enfornament que simplement se sotmet la massa a una font de calor, durant un període determinat de temps, perquè es cuini.
4. Refredament. Després de l'enfornament es deixa reposar el pa fins que assoleix la temperatura ambient.

Cada pas del procés permet prendre decisions sobre la textura i gust final que es pretén donar al pa. A la indústria fornera existeixen des de la dècada del 1960 processos estandarditzats, com per exemple, el procés de panificació Chorleywood que permet d'elaborar pa industrial amb una gran rapidesa, a causa de la velocitat de les fermentacions, de l'ordre dels 20 minuts. Un altre pas industrial és l'anomenat "procés d'esponja massa", molt emprat en l'elaboració industrial del pa de motlle. Per regla general els llibres que esmenten els processos de panificació, si requereixen precisió, acostumen a parlar de les quantitats en unitats de pes, no de volum.

### Formació de la massa

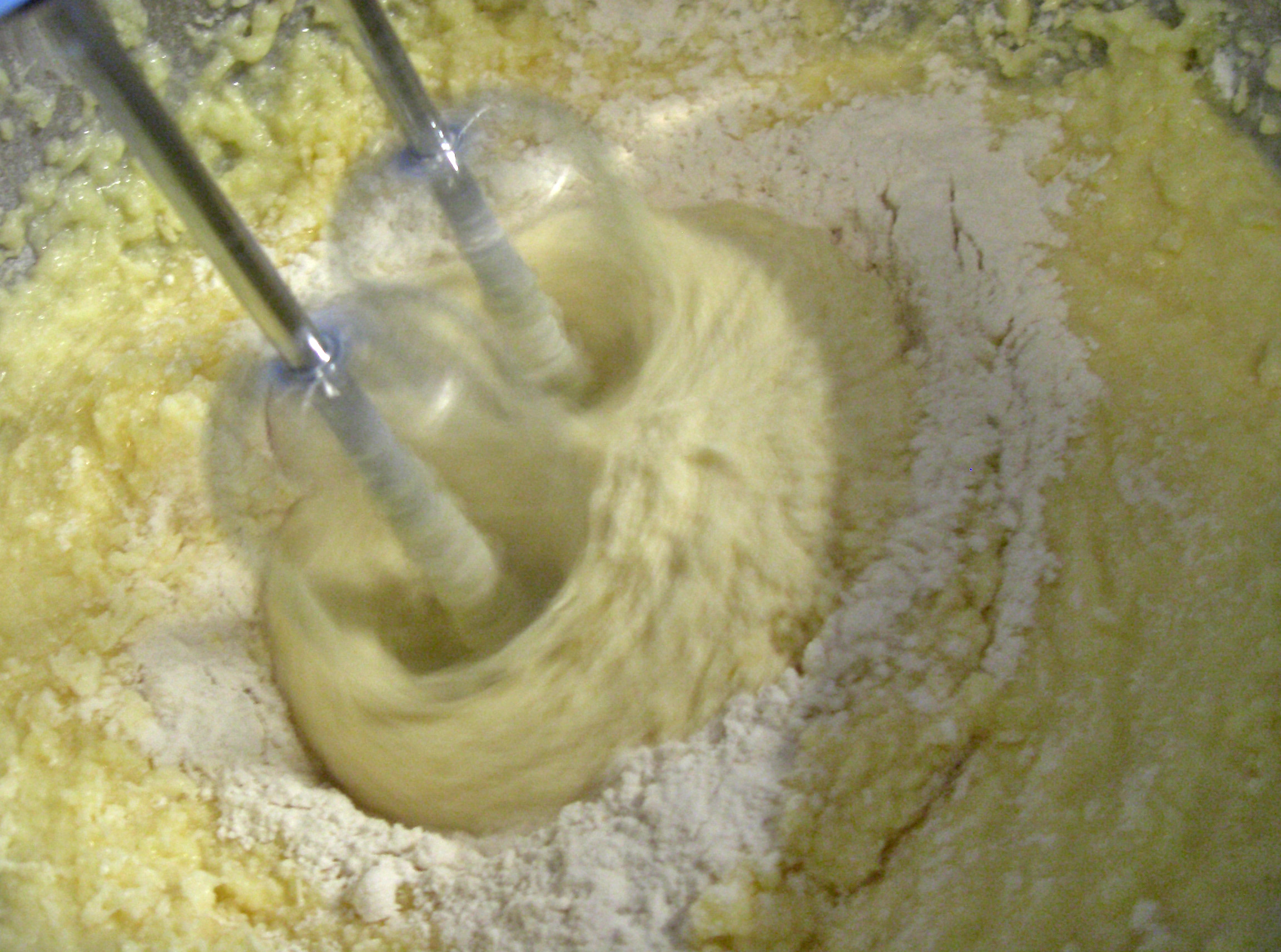
Mescla mitjançant una batedora de la farina amb aigua i mantega (massa pastissera)

La formació de la massa consta de dues fases: 
- la mescla de la farina amb l'aigua,
- el treball de l'amassat.

La massa comença a formar-se just en el moment que es produeix la mescla de la farina amb l'aigua. En aquest moment, el mitjà aquós fa possible que es produeixin unes determinades reaccions químiques que transformen la barreja en una massa quasi fibrosa, gràcies al fet que les proteïnes de la farina (gluten) es comencen a alinear en centenars de cadenes. Amb aquest primer procés es forma una primera massa que encara no ha estat treballada. Alguns forners opinen que és millor deixar-la reposar durant uns 20 minuts per a permetre que la mescla es faci homogènia i s'hidrati completament; aquest temps de repòs permet que les molècules de glutenina i gliadina actuïn sobre la farina.
L'elaboració de la massa es pot fer a mà o mitjançant l'ús d'un mesclador; també, darrerament, es pot usar un robot de cuina, que tenen l'avantatge que redueixen l'exposició de la massa a l'oxigen de l'aire. Alguns forners esmenten la possibilitat d'airejar la farina abans d'ésser mesclada perquè es pugui afavorir l'acció de l'amassament. Durant la fase de barreja, alguns enzims (lipoxigenasa i polifenol oxidasa) actuen destruint els carotenoides.
La massa es treballa amb una acció física, amb les mans, tot estirant-la per després doblegar-la sobre si mateixa i comprimint-la per a evitar la formació de bombolles d'aire; aquest procés es repeteix diverses vegades. D'aquesta forma, s'afavoreix l'alineament de les molècules de gluten fent que, a poc a poc, s'enforteixi la massa i pugui incorporar millor els gasos de la fermentació. A mesura que s'enforteix, també provoca que sigui cada cop més difícil de manipular. La massa amb un contingut més gran de gluten requereix una major despesa física en el seu amassament i és per això pel que se les denomina massa de força.
L'amassament s'acostuma a realitzar en una superfície enfarinada per afavorir la manipulació de la massa, ja que, quan es treballa durant més estona, adquireix una qualitat enganxosa que afavoreix que s'adhereixi a la superfície. Aquest també és un problema en la panificació industrial on aquesta tasca la realitzen unes màquines especials: les pastadores.
L'addició d'altres elements a la massa com mantega, oli o ous sol retardar el desenvolupament de la massa, degut a l'augment del contingut de lípids. Aquesta és la raó per la qual en masses com la del brioix, que tenen des d'un 40% fins a un 70% de mantega en relació amb la farina, s'acostuma a fer la mescla abans d'afegir el sucre i la mantega.

### Fermentació i repòs
La fermentació del pa succeeix en dues etapes. L'anomenada «fermentació primària» comença tot just després de l'amassament; s'acostuma a deixar la massa en forma de bola dins un recipient perquè reposi a una temperatura adequada. Durant aquesta espera, la massa augmenta de mida a causa de l'acció del llevat que allibera el diòxid de carboni; es diu que la massa fermenta. Durant aquesta fase del procés cal tenir cura de la temperatura de la massa, ja que l'activitat metabòlica dels llevats és màxima als 35 °C; però, pel mateix motiu, a aquesta temperatura es produeix més diòxid de carboni i, també, males olors. La temperatura regula aquest procés de fermentació i a una temperatura més alta el temps de repòs és menor. De vegades, alguns forners volen que els llevats actuïn durant el major temps possible, ja que és en aquest moment quan s'aconsegueix que el pa sigui més aromàtic i gustós. En alguns casos, per a controlar l'acció de la temperatura, s'utilitza el frigorífic.

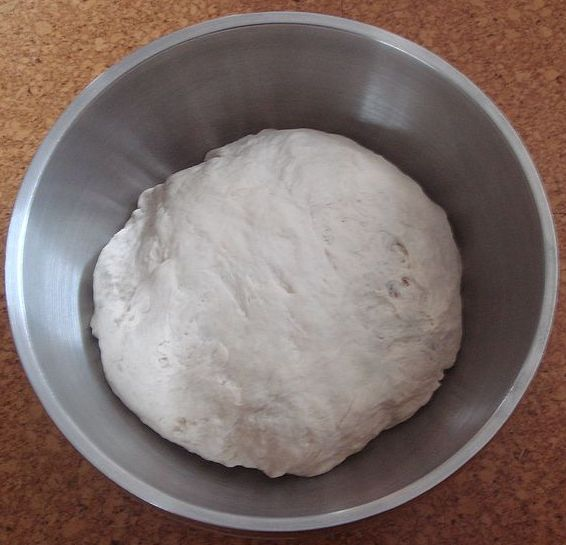
Massa reposant després d'haver estat amassada
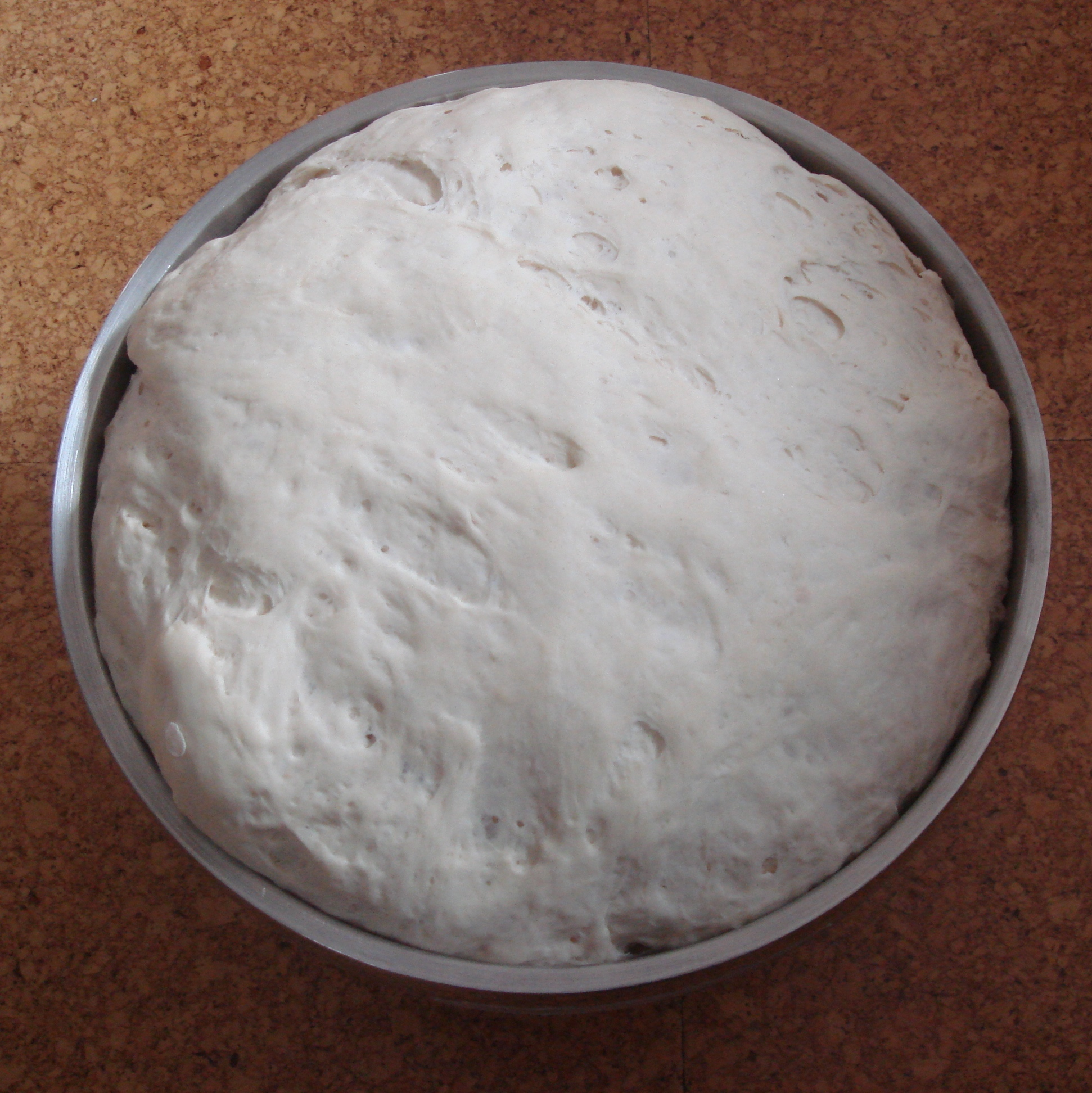
Es pot comprovar l'augment de volum passats 40 minuts

El final de la fermentació primària ve donat pel volum de la massa, que de vegades s'esmenta que ha de doblar el volum; la xarxa de gluten s'estira fins a arribar a un límit que no pot sobrepassar. Un dels recursos que s'usen per a comprovar que és el moment adequat és pressionar la massa amb un dit, i si es comprova que la marca roman, aleshores es dedueix que el gluten s'ha estirat fins al seu límit. De vegades, durant aquest primer repòs, s'utilitza una cistelleta de vímet.
En el procés de fermentació controlada es guarda els pans amassats en congeladors i posteriorment passa a una cambra de fermentació, que inicialment descongela i gradualment ajusta la temperatura a 28 °C i 70% d'humitat. Aquesta pràctica de retard de la fermentació es va generalitzar i actualment és molt habitual.
Després del repòs es produeix la "fermentació secundària" que és prèvia a l'enfornat. Abans, però, s'acostuma a donar la forma definitiva a la massa que, per posar-ne dos exemples, serà una barra o una trena. Hi ha forners que apliquen un lleuger amassament abans de proporcionar la forma definitiva, amb l'objectiu d'allargar les bombolles de gas de la massa. De vegades, amb un ganivet es fan talls anomenats grenys a la superfície de la massa, d'una banda, perquè sigui més atractiva a la vista, i de l'altra, perquè sigui més fàcil de partir després de l'enfornat.

### Enfornament

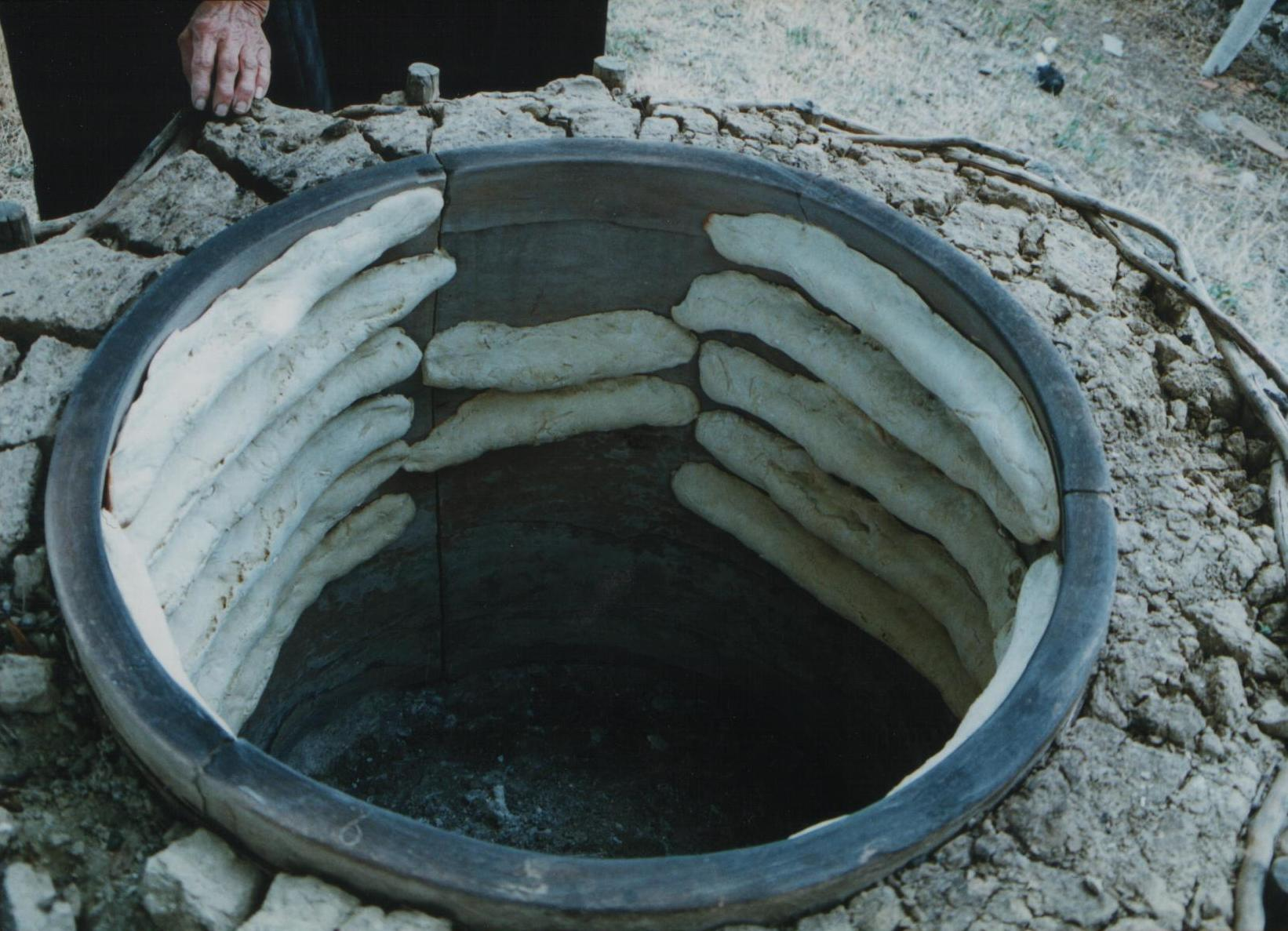
Forn de pa a Geòrgia

Durant l'enfornament s'acostuma a utilitzar una font de calor que, en la majoria dels casos, es tracta d'un forn. Hi ha d'altres opcions, com pot ser escalfar-lo en una paella, una cassola, una graella, en cendres, o directament sobre el foc.
Tradicionalment, els forns eren de llenya. Els forns antics eren d'argila, pedra o maó, materials que permeten emmagatzemar una gran quantitat d'energia calorífica. La forma de fer-los servir era molt senzilla: s'introduïa fusta que es posava a cremar i quan quedaven les brases, amb una temperatura d'entre 350 °C i 450 °C, es retiraven i s'introduïen les masses modelades de pa. Actualment la majoria dels forns són elèctrics o de gas, i no sobrepassen els 250 °C. El tipus de forns varia segons les diferents cultures i el seu ús ha anat canviant al llarg de la història; actualment es poden veure com els forns dissenyats ja fa molts segles encara poden continuar funcionant, com és el cas del tandoor indi. És durant el segle xviii que els forns adquireixen la tecnologia que els fa més productius i amb la possibilitat de poder controlar la humitat durant el seu enfornament.
La cocció estàndard es realitza a temperatures compreses entre 190 i 250 °C, i se selecciona en funció de la mida del pa i el tipus de forn. La durada de l'enfornat pot oscil·lar entre els 12 i 16 minuts per als pans petits, arribant a més d'una hora en el cas de les peces més grans; però la mesura exacta la decideix cada forner segons la seva experiència. Els 10 primers minuts de la cocció acostumen a ressecar l'ambient del forn i per aquesta raó se sol polvoritzar aigua; alguns autors aconsellen d'introduir glaçons a les safates inferiors perquè en fondre's lentament el gel forneix una certa quantitat de vapor en el moment apropiat. Molts forns professionals tenen la capacitat de poder injectar vapor. Les diferències de temperatura entre la molla interior i la crosta pot assolir els 100 °C, per la qual cosa convé assegurar-se que l'interior assoleix aquesta temperatura per poder garantir l'erradicació dels possibles organismes patògens que hagin quedat a la massa; a l'enfornat la temperatura creix progressivament des de l'exterior a l'interior. Alguns forners han dissenyat dispositius per escalfar la massa des de l'interior, així provoquen un creixement homogeni de la massa; aquests pans no tenen crosta. El color fosc de la crosta és deu a la reacció de Maillard; de vegades, es modifica aquest color afegint determinats additius.
Un altre factor a considerar és que si s'ha utilitzat llevat, dins el forn la massa pot augmentar de mida. Tot i que l'elevada temperatura "mata" els llevats, roman l'aireig que ha inflat la massa després de la fermentació. Des del punt de vista reològic l'enfornat converteix una massa viscoelàstica en un pa elàstic. La massa és un gel que en el cas dels pans fermentats reté diòxid de carboni al seu interior, mentre que el pa enfornat és una esponja que és permeable al gas. El procés de transformació succeeix a l'interior del forn al voltant dels 70 °C.
Alguns pans s'enfornen dues vegades en un període de 24 hores, que és el que s'anomena bescuit. El primer enfornat es realitza de manera normal; es talla el pa a rodanxes i es deixa reposar durant 18 hores; posteriorment, es realitza un segon enfornat ja definitiu.

### Refredament
Després de la cocció del pa arriba l'hora del refredament, un procés lent en què la capa externa, la crosta, acostuma a tenir molt poca humitat i una temperatura molt alta. Durant el refredament la humitat existent a l'interior de la molla surt cap a l'exterior a través de la crosta; la velocitat en què perd humitat dependrà, en gran part, de la forma del pa.
El dessecat interior va donant fermesa al midó. No s'acostuma a aconsellar que s'ingereixi el pa quan acaba de sortir del forn. El procés de refredament és també un procés de maduració, i és més necessari en aquells tipus de pa que han necessitat masses àcides en la seva elaboració.

## Emmagatzematge

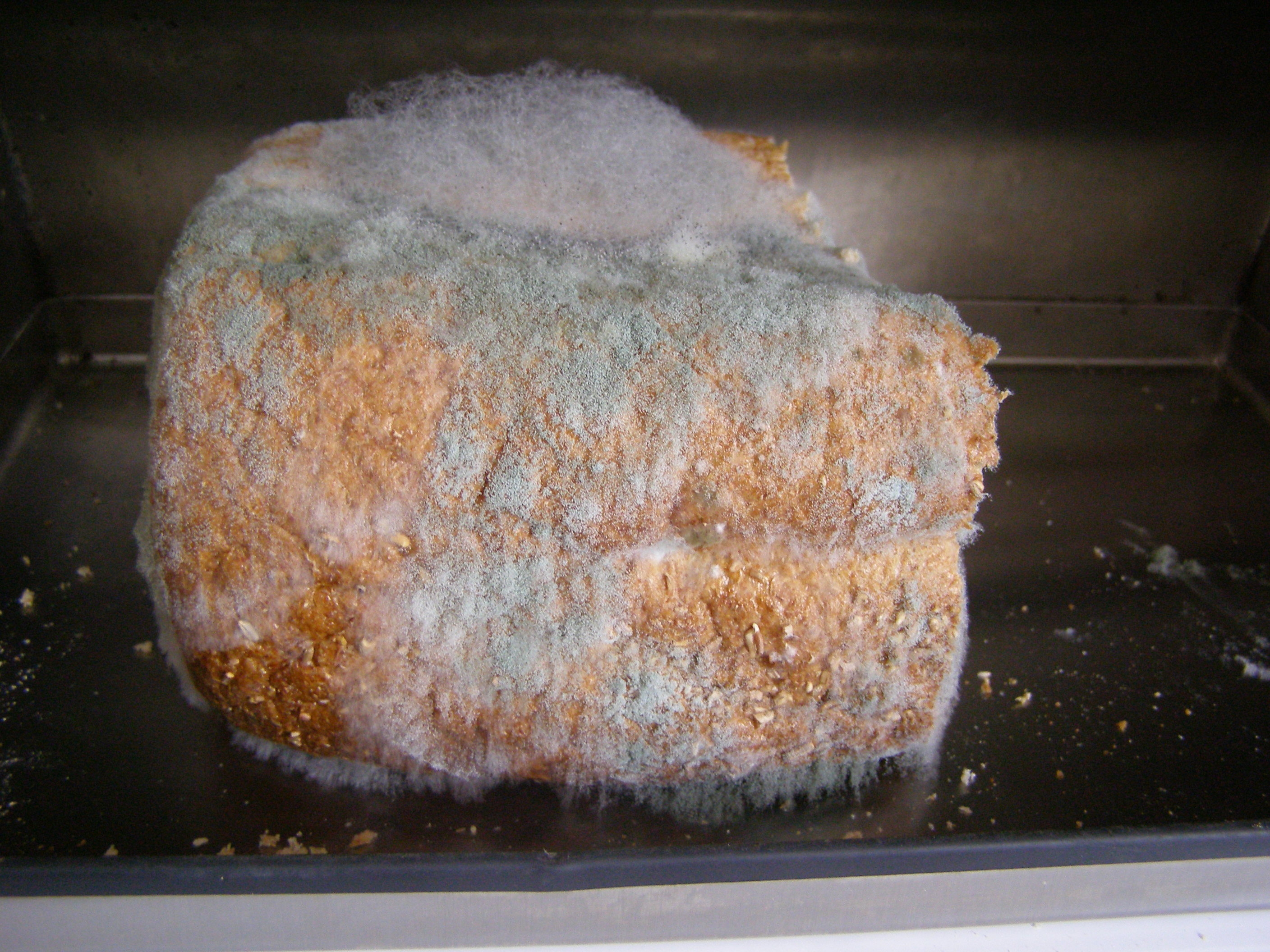
Pa florit a causa d'un mal emmagatzematge. És per aquesta raó que algunes masses s'elaboren amb fungicides com el propionat càlcic.

L'emmagatzematge del pa és un tema d'interès per a la indústria flequera, ja que es tracta d'un producte relativament perible al qual, de vegades, se l'afegeixen determinades substàncies químiques perquè posseeixi una vida mitjana més llarga. L'acceptació cada vegada més petita dels consumidors a aquest tipus d'activitats ha fet que s'obri a vegades una polèmica. L'emmagatzematge evita els canvis físics i químics al pa gràcies a les activitats microbianes principalment. El resultat és un canvi de les propietats organolèptiques (aroma i textura) que indueix al consumidor a deduir que el pa no és fresc. Algunes vegades, als supermercats es ven pa congelat, que evidentment té un temps més llarg de vida que un pa envasat en bosses de plàstic. Avui en dia se sap que la retrogradació dels midons del pa a formes cristal·lines és una de les principals causes de la duresa del pa. Un altre factor pot ser la temperatura d'emmagatzematge, el contingut humit del pa, denominat activitat aquosa, i canvis en l'estructura del gluten i la migració de la humitat durant l'emmagatzematge.
Els processos que causen que el pa es torni ranci i dur comencen durant la fase final de refredat, és a dir, quan es treu del forn, abans que el midó s'hagi solidificat. Durant l'emmagatzematge, la molla es va posant cada vegada més dura, seca i cruixent. En aquest procés la crosta es va fent més tova i humida. Per regla general, s'atribueix aquest fet a un ressecament de la molla del pa. Es pot dir que el procés d'envelliment del pa es deu principalment a l'aparició de dos subprocessos que apareixen de forma independent: la rigidesa causada per la transferència d'humitat des de la molla a la crosta, i la rigidesa de les parets cel·lulars associada a la recristal·lització durant l'emmagatzematge. Durant l'envelliment, el contingut humit de la crosta va augmentant com a resultat de la migració de la humitat des del seu interior cap enfora. Si s'embolica el pa amb una làmina antihumitat, s'accentua la degradació de la crosta fent que la humitat no migri cap a fora. Tanmateix, s'aconsella l'embalat del pa, ja que redueix la pèrdua global d'humitat cap a l'atmosfera.
S'ha comprovat que si s'escalfa el pa a temperatures a prop dels 60 °C, es pot revertir el procés de duresa. Això succeeix perquè s'alliberen les molècules retingudes a l'estructura dels glòbuls de midó i, a més a més, els gels de les amiloses tornen a ésser tendres. Aquesta és la raó per la qual el pa dur, posat al forn a temperatures lleugeres, per sota els 60 °C, de vegades es torna tou. Per a evitar l'enduriment del pa, s'aconsella que si s'ha de consumir aviat, en un o dos dies, s'emmagatzemi en una panera o en una simple bossa de paper; d'aquesta manera ja es manté la humitat. Si s'ha de consumir el pa al cap de dos o més dies, s'aconsella posar-lo en una bossa de plàstic i congelar-lo. Emmagatzemar-lo a la nevera tan sols es recomana si s'ha de reescalfar abans d'ésser ingerit, com per exemple quan es fan torrades.
Comparat amb altres aliments, el pa conté poca aigua, i això significa que si no s'emmagatzema de manera adequada, pot quedar contaminat per fongs. Les espècies de fongs blaus que acostumen a atacar el pa són Aspergillus i Penicillium, així com diverses espècies de Monilia sitophila. Als pans d'origen industrial, després del fermentat, s'acostumen a afegir alguns antifúngics a fi d'evitar la degradació per fongs i així es pot emmagatzemar-lo durant més temps. Un dels més utilitzats és el propionat càlcic (E-282, de fórmula Ca (CH₃CH₂COO)₂) al 0,2%. Durant aquesta fase, alguns dels microorganismes fúngics més freqüents que es poden trobar en el pa són Rhizopus nigricans, Penicillium expansum, P. stoloniferum i Aspergillus niger. Entre els microorganismes no fúngics, destaca Bacillus subtilis.

## Usos

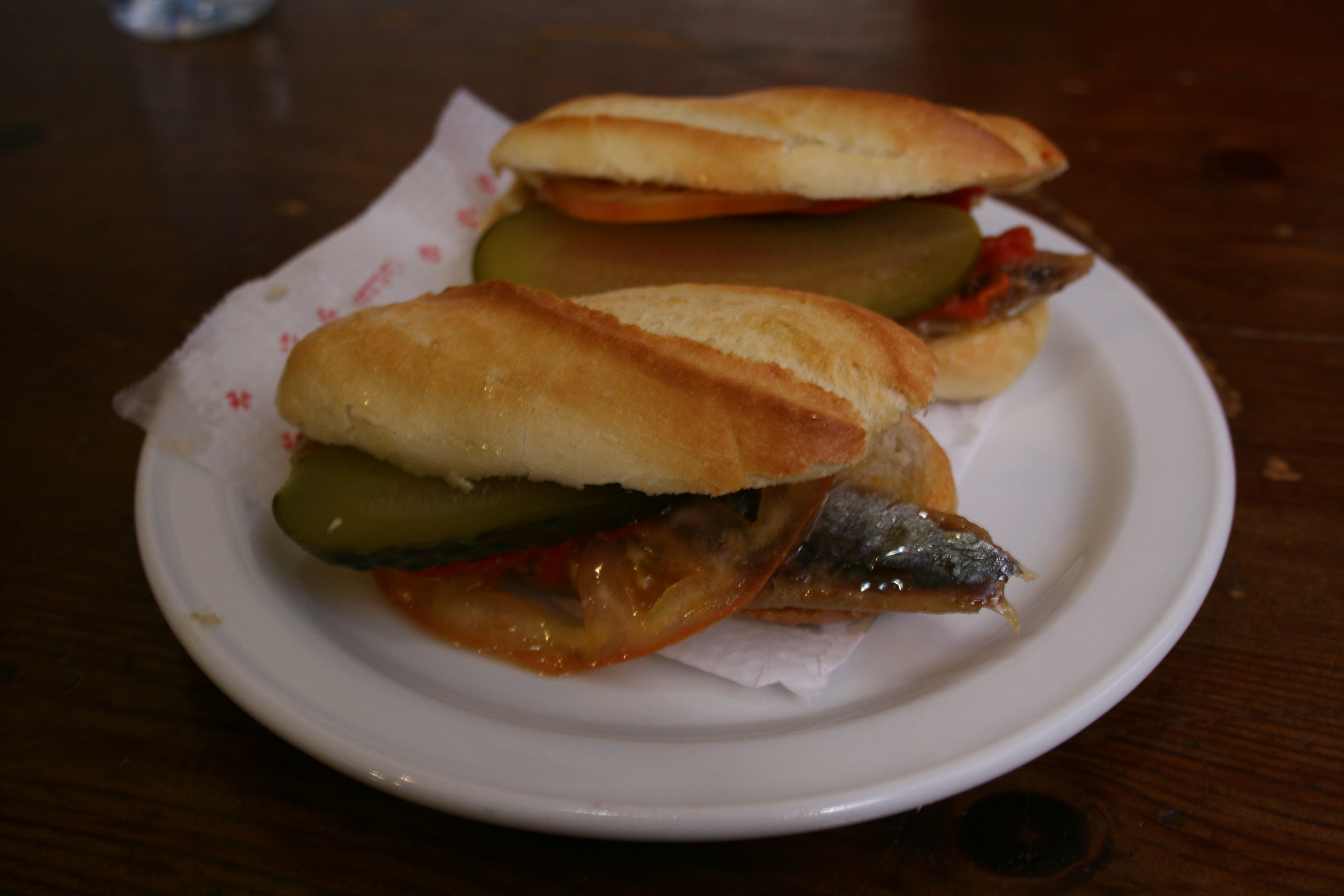
Un dels usos possibles del pa és l'elaboració d'entrepans com el de la il·lustració

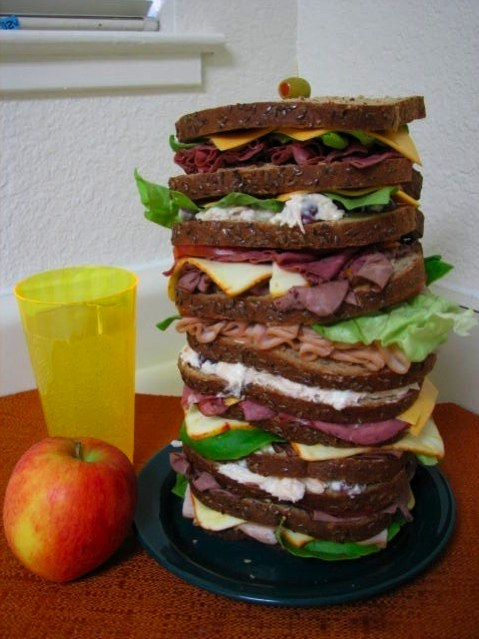
El sandvitx és un dels més internacionals usos del pa (Sandvitx Dagwood)

El pa sovint s'utilitza com a acompanyament d'altres plats i és freqüent veure'l a la part central de la taula, de vegades en una panera apropiada per al seu ús, en general en llesques tallades just abans de servir-se. Algunes vegades el pa és un aperitiu, com és el cas del grissino de la cuina italiana.
Un dels usos més comuns del pa és en preparats on s'inclouen diversos aliments entre dues llesques de pa. És el popular entrepà, que s'elabora amb pa de motlle i entre les llesques s'hi posen diversos continguts, en general carns així com determinades salses, en forma d'amanides. Aquest tipus d'entrepans pot ser servit fred o calent, i en aquest darrer cas, s'escalfa en un aparell anomenat sandvitxera. De la mateixa manera, a la cuina espanyola es tenen variants de l'emparedat en pans amb crostes més dures com és l'entrepà en les seves diferents variants, com per exemple, l'entrepà de calamars o l'entrepà de vedella, i que en l'actualitat han arribat a una forma refinada d'alta cuina en el que s'anomena "entrepà d'autor"; a la cuina italiana existeix l'equivalent anomenat panini.
En certs tipus de menjars ràpids, entre d'altres, es pot trobar a les hamburgueses, els frankfurts, els döner kebab, o els xauarmes. També apareix en diferents petits esmorzars com pugui ser el ploughman's lunch, un àpat fred anglès, a les tapes espanyoles, als meze turcs, o a l'internacional coffee break. De vegades s'usa untat, com és el cas de les fondues, o a la ingesta d'algunes sopes o salses.
Altres variants tenen continguts oberts, com a la pizza, que han tingut a la cuina italiana un origen en un pa pla denominat focaccia (pizza blanca). Altres exemples són el popular pa amb tomàquet català, el cachopu de la cuina asturiana, o l'strammer max alemany. Dins de la categoria de pans oberts en llesques hi ha els untats en el que s'escampa un aliment líquid (o semilíquid) sobre la superfície, com és el cas del paté o els gravy. És molt freqüent trobar el pa als esmorzars en forma de llesques torrades al foc o en una torradora, a les quals s'afegeix melmelada i mantega fosa.
A la cuina, el pa ja sec s'acostuma a aprofitar en la seva forma ratllada i, d'aquesta forma, s'aconsegueix pa ratllat, que posteriorment s'usa per arrebossar innumerables preparacions fregides, com per exemple, les croquetes, el pollastre fregit, o les milaneses; fonamentalment, proporciona una textura cruixent. El pa ratllat pot emprar-se igualment per a l'espesseïment de salses de carn com poden ser els gravys o el xató. Un altre exemple a la cuina espanyola que està relacionat amb la matança del porc són les migas, així com a l'elaboració d'alguns botifarrons. De vegades s'utilitza per apaivagar la sensació punyent dels aliments picants ingerits; en una funció similar, es consumeix entre dos tasts de vi per no confondre aromes.

## Gust
Als aliments el gust procedeix d'un conjunt de reaccions químiques que poden dividir-se fonamentalment en processos enzimàtics i processos no enzimàtics, com pot ser la reacció de Maillard. El gust del pa procedeix de multitud d'elements que intervenen de manera conjunta com, per exemple, la farina. El gluten no proporciona ni aroma ni gust en si mateix, mentre que el midó junt amb els lípids proporcionen el caràcter de la farina mateixa. Els midons i lípids en combinació amb els enzims propis de la farina i els bacteris (així com els llevats) són els responsables de l'aroma del pa. En alguns casos els mateixos enzims existents a la farina poden generar l'olor característica del pa. En alguns casos el pa elaborat amb una massa mare tenen un gust més apreciat que aquells que es fan amb llevats industrials, i aquesta és una de les raons per les quals de vegades s'indica als pans d'algunes fleques la procedència d'aquest tipus de fermentació prèvia.
Alguns autors consideren que el gust del pa procedeix d'àcids orgànics volàtils produïts durant la fermentació. Aquesta és la raó per la qual la fermentació adequada és la que proporciona un gust característic al pa.

## Tipus

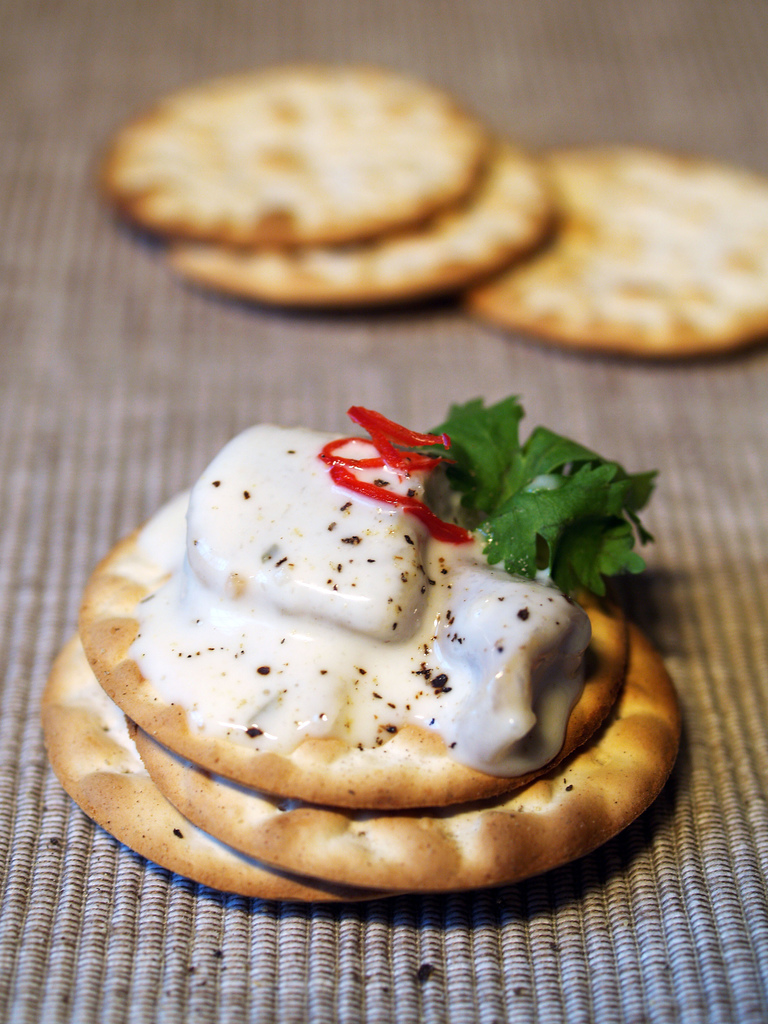
El cracker és una modalitat de pa pla inventat perquè romangués comestible durant llargs períodes. Un cas especial és l'americà hardtack (un tipus de cracker) que es conserva a museus des de començaments del.

Malgrat el reduït nombre d'ingredients, la varietat de pans a la cuina mundial és molt gran gràcies a diferents factors, com poden ser les variants en el procés d'elaboració, les tradicions culinàries, la disponibilitat dels diferents tipus cereals, les formes impreses a les seves masses, l'absència d'algun dels seus ingredients (com pot ser del llevat), o les decoracions exteriors.

### Pans sense llevat
Aquest tipus de pa, denominats de vegades pans àzims, s'elaboren tan sols amb farina i aigua; és un dels més antics fets que es posa en evidència en la simplicitat dels ingredients. Així, la majoria dels pans plans s'elaboren amb masses sense llevat. Dins la cuina jueva hi ha la llei hamets que limita el menjar pans fermentats amb llevats durant la Pasqua jueva; d'aquesta forma es té pa denominat matzà. Al nord de l'Àfrica, a l'Índia i part de l'Àsia s'elaboren pans d'aquesta classe amb farina de blat així com de búrgul, també hi ha les trahanas de la cuina sefardita, o les tortillas de blat de la cuina mexicana així com del sud dels Estats Units. Les creps, elaborades amb masses líquides sense llevat, es couen a la paella a temperatura molt alta.

### Pans de massa àcida
Són pans que es caracteritzen pel fet que s'elaboren amb una massa àcida; l'acidesa prové de l'àcid làctic o acètic generat durant la fermentació dels cultius bacterians existents a la massa mare i que li proporciona un gust característic d'aquest tipus de pa. Aquest perfil d'acidesa i gust es manté estable al llarg del temps gràcies a la tècnica de backslopping. Aquesta consisteix en reservar una porció de la massa fermentada d’un dia per al següent, reforçant així l'equilibri i activitat del cultiu. Llevats com Candida milleri o Saccharomyces exiguus es cultiven a la farina fent una espècie de simbiosi amb el bacteri Lactobacillus sanfranciscensis. Lactobacillus sanfranciscensis es va anomenar així perquè es va descobrir als fermentats elaborats a les fleques de San Francisco. Aquests pans tenen un color a la crosta molt característic, un marró molt pronunciat.

### Pans amb llevats o bacteris
Per regla general quan s'utilitzen llevats a la massa s'obtenen uns resultats específics a l'inflat del pa, però en algunes cultures no s'utilitzen llevats i sorgeixen així pans com els de soda, molt populars a la cuina irlandesa o els pans que empren bacteris de l'espècie Clostridium perfringens o Bacillus cereus, denominats pa de creixement salí. Aquests bacteris podrien ser causants d'alguna gastroenteritis, però després del procés de l'enfornat moren, ja que són sotmeses a temperatures per damunt dels 200 °C.
Actualment s'acostumen a vendre masses flequeres congelades que s'introdueixen directament al forn; aquestes masses solen portar llevats químics com el pirofosfat àcid de sodi ((Na₂H₂P₂O₇) i l'hidrogencarbonat de sodi. Dins aquesta categoria trobem els pans ràpids com poden ser el pa de banana, els elaborats amb crémor tàrtar (bitartrat de potassi – KC₄H₅O₆), el cornbread, l'scones, o el Česnica de Sèrbia.

### Pans plans

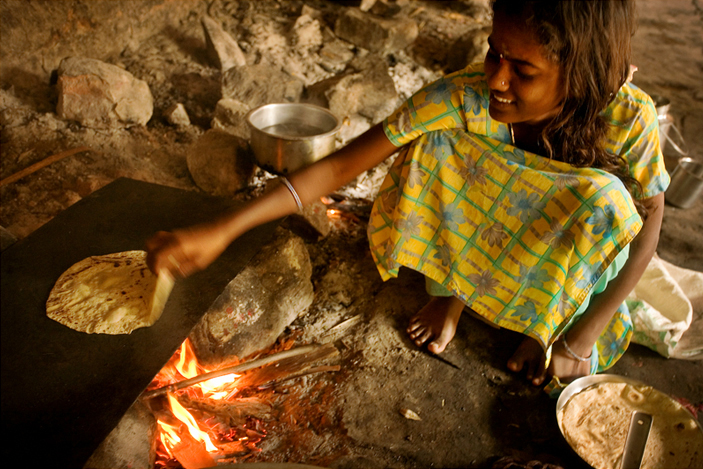
Dona jove a l'Índia elaborant pans chapati a una placa calenta al foc

És molt possible que els pans plans fossin les formes més primigènies de pa i potser es deu a la facilitat de preparació. Actualment és un pa molt emprat en diferents cultures al món com, per exemple, és emprat a les cuines àrabs, així com de sud de l'Àsia com l'Índia i Pakistan, i les truites americanes. Una de les característiques més rellevants d'aquest tipus de pans és la rapidesa amb què es preparen; en alguns casos es tracta tan sols d'uns minuts. A més a més, la seva simplicitat permet que no calgui un gran operatiu; com a font de calor es pot utilitzar una paella, o una simple xapa metàl·lica calenta, una pedra, o també a les parets d'un forn (Taboon). Els pans plans es poden trobar a cuines occidentals com a la Noruega (els lefse) o a la de Turquia (yufka).
Es pot dir que aquest tipus de pans s'infla sense necessitat de fermentació, ja que molts d'ells es fan sense l'ús de llevat; durant la seva cocció es formen petites bombolles de vapor entre la massa. En alguns casos la textura és prou robusta per a poder incloure un altre aliment; aquest és el cas del pa de pita que permet incloure carn picada al seu interior.

### Pans sense gluten
Les persones celíaques són sensibles al gluten (gliadina) als aliments, i per aquest motiu cal evitar l'ús de determinades farines en la seva elaboració. Aquesta malaltia ha fet que existeixin pans comercialitzats com a productes dietètics. Cada vegada és més freqüent veure pans elaborats amb farines sense gluten, com pot ser amb midó (farina d'arròs) o amb farina de blat de moro; en alguns casos se supleix la falta de proteïna amb l'addició de xantana, que proporciona una elasticitat al pa, i amb emulsionants que permeten de retenir les emissions de diòxid de carboni de la fermentació. Altres substàncies utilitzades per a proporcionar elasticitat es fonamenten en l'ús d'algues o farines de garrofer.

### Pans al vapor i fregits

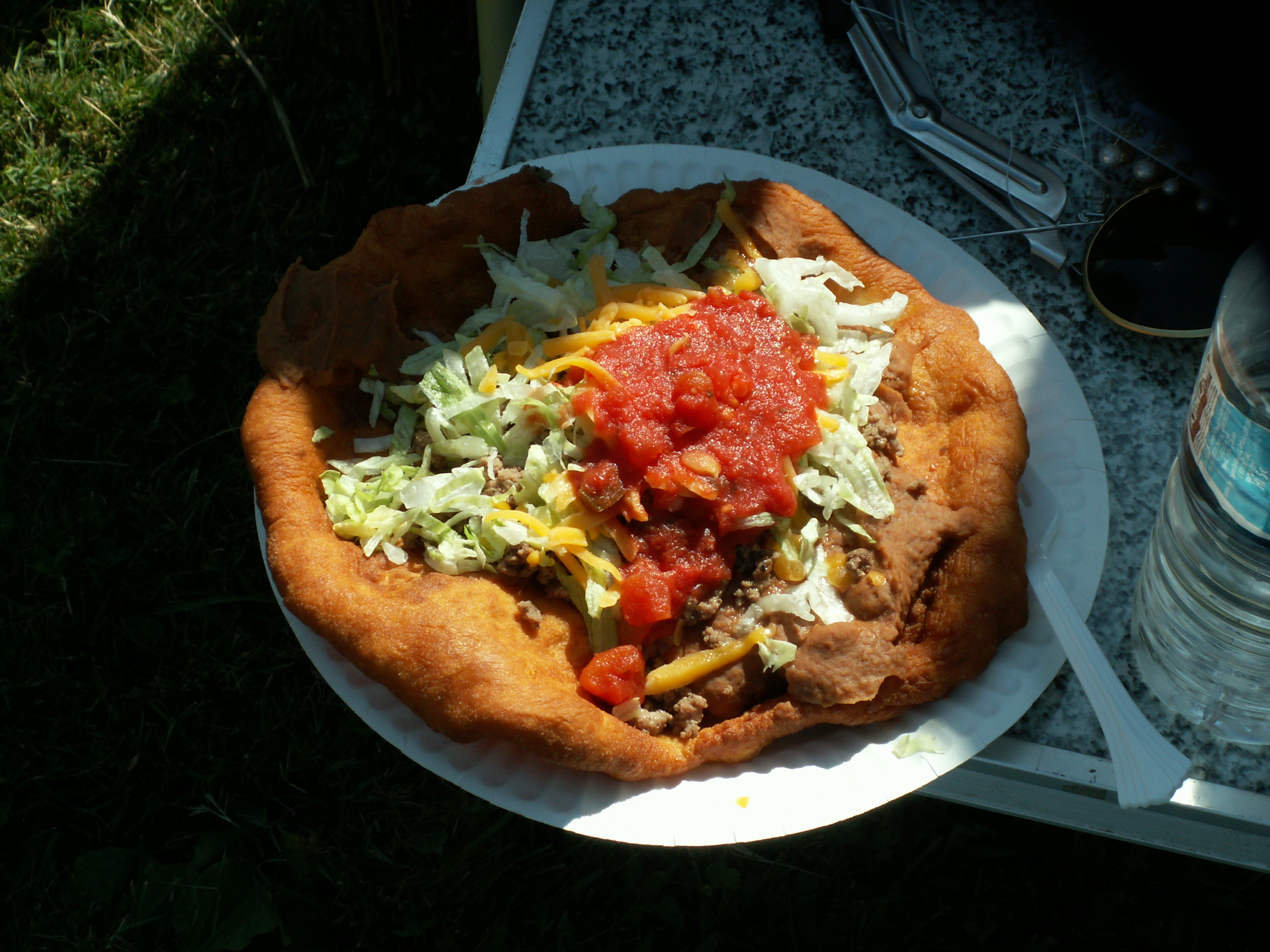
Taco de pa fregit típic de la cuina dels indis de Nord-amèrica

A la cuina asiàtica s'acostuma a trobar a aplicar calor a la massa, o bé amb l'ús de vapor calent, o bé fregint-lo amb oli vegetal a molt alta temperatura. Un exemple és el baozi, molt típic de la cuina xinesa. Aquesta forma d'escalfar la massa de farina dona lloc a un tipus de pans específics que tenen una crosta amb característiques peculiars. La cuina inuit té un pa fregit molt popular denominat bannock. Un cas d'una massa fregida que trobem a la cuina occidental és el xurro, així com les sopaipillas de Xile i l'Argentina. A la cuina britànica és molt popular el pa al vapor anomenat popover, que està elaborat de forma molt similar al Yorkshire púding. També cal citar el pa mongol anomenat buuz, o el youtiao que té algunes similituds amb el xurro. A Europa també trobem el dampfnudel alemany, que és un pa cuit amb farciment de carn.
A algunes comarques centrals del País Valencià encara es fan coques de pasta bona o coques de forat, pans fregits de mides i gruixos al gust del cuiner. El fregit sol fer-se amb poc oli, sense submergir-ne la massa completament. La pasta bona, o fermentada és la mateixa que es fa servir en coques i cocs al forn.

## Pa i salut
El pa s'ha considerat des de molt antic com un dels aliments per excel·lència. Hi va haver algunes recerques a partir de les quals s'arribà a afirmar que el pa era un aliment posseïa tots els elements bàsics d'una alimentació completa. El pa és un aliment que conté un 40% d'aigua, tenint present que la pasta cuita arriba a un 60%. És un bon referent pensar que cent grams de pa blanc té un aportament calòric aproximat d'unes 250 calories; la seva adequació a l'alimentació humana fa que sigui inclòs en els kits de supervivència.

### Malalties associades al consum de pa
Malgrat que des de molt antic és considerat un aliment bàsic, al llarg del segle xx han aparegut alguns advertiments sobre el seu consum. El nombre de persones que pateixen enteropaties de tipus celíac, que presenten al·lèrgies al gluten, és més gran i no és estrany trobar a les fleques pans amb l'etiqueta «sense gluten». D'altra banda existeixen casos on s'han detectat al·lèrgies a la α - Amilasa, i poden ser la causa d'alguns angioedemes. Les dietes hipoglucèmiques eviten el consum de pa, especialment el pa elaborat amb farina blanca refinada, ja que té un alt valor glucèmic.
L'addició de llet a algunes masses de pa fa que les persones amb intolerància a la lactosa puguin presentar problemes.
El tipus de pa que menys recomanen els especialistes en nutrició és el de farina blanca refinada. Argumenten que les farines refinades tenen un grau tan elevat d'elaboració que gran part de les propietats de la fibra i dels minerals s'han perdut durant el procés de refinament. Aquesta és, en certa manera, una de les raons per les quals cada vegada més es troben pans de farines no-refinades a les fleques. El contingut d'àcid fític de les farines fa que es disminueixi la biodisponibilitat d'alguns minerals com el calci, el magnesi, el zinc i el fòsfor, encara que durant el procés d'elaboració del pa disminueix força la quantitat d'àcid fític de la massa.
Els ingredients emprats per allargar la vida del pa causen una certa alarma en alguns sectors de la societat que estan preocupats per la salut i la qualitat dels aliments. De vegades, alguns ingredients que s'afegeixen, com és el cas d'alguns enzims, poden provocar reaccions de sensibilitat en els usuaris.
Els pans que no han estat enfornats completament poden produir flatulències. Entre els productes usats en la fabricació del pa industrial hi ha el bromat potàssic que s'utilitza per a endurir les masses; aquest producte està prohibit per algunes agències alimentàries, ja que s'han detectat uns possibles efectes cancerígens.
El consum de pa (principalment de sègol però també d'altres cereals) contaminat per esclerocis de la banya del sègol pot causar ergotisme, tot i que la incidència de la malaltia és molt baixa degut a millors pràctiques de fabricació. El consum de pa contaminat va causar grans epidèmies a l'edat mitjana.

### Nutrició

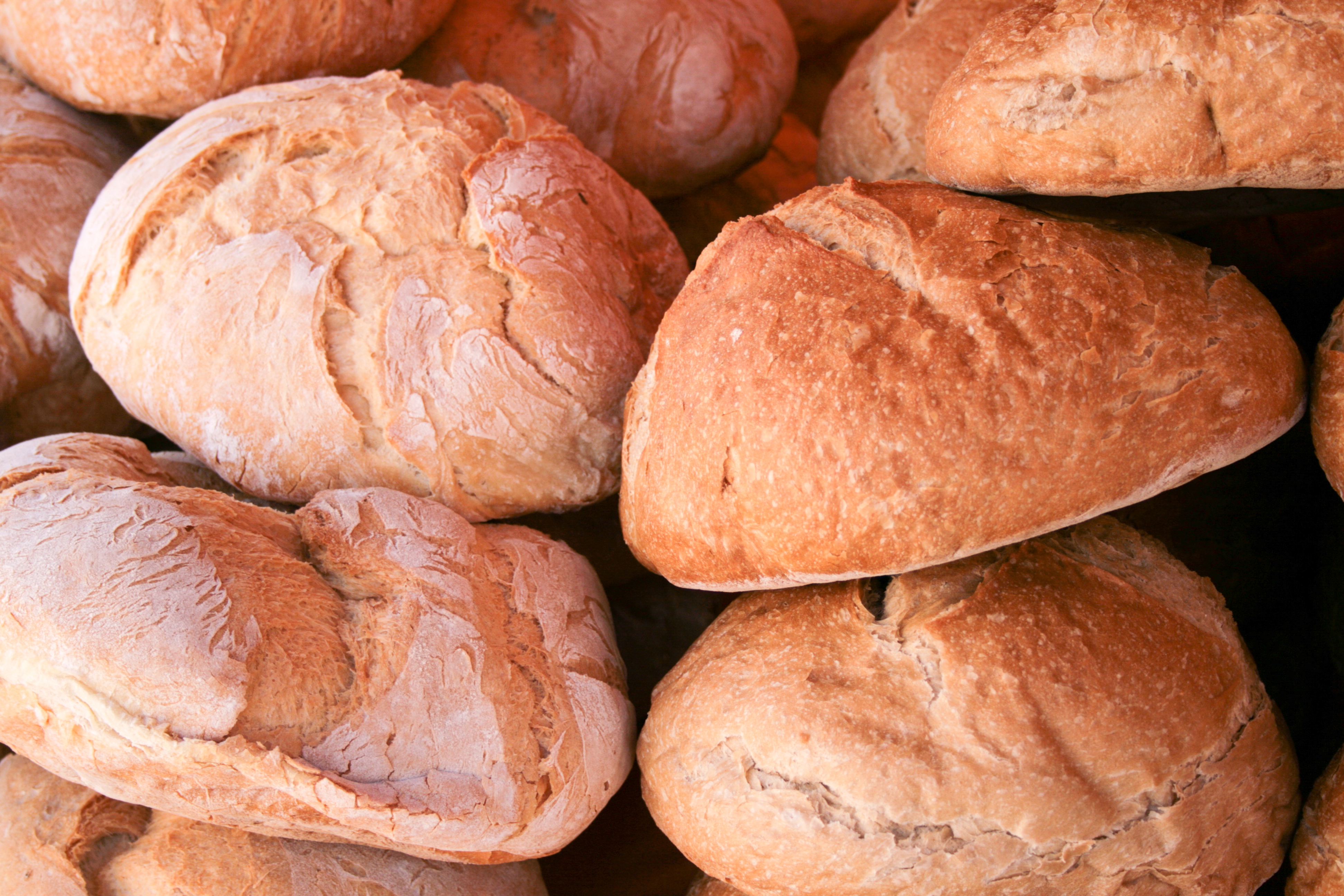
Pa asturià cuit amb blat espelta

El pa aporta en una quantitat considerable d'hidrats de carboni de cadena complexa. Algunes proteïnes, en general d'un baix valor biològic, podent arribar a representar el 9% del pes del pa. El seu contingut en aminoàcids no inclou tots els aminoàcids essencials, sinó que presenta nivells baixos de l'aminoàcid essencial, lisina. Posseeix per regla general pocs continguts grassos, gairebé sempre àcid oleic i linoleic. Entre els micronutrients que del pa i algunes traces de calci (per a l'ús de llet en l'elaboració industrial actual), ferro (en una quantitat important), seleni, potassi, fòsfor. El pa que té una farina amb germen té dues vitamines del grup B que són la tiamina (que és beneficiosa per al sistema nerviós) i la niacina (útil en la prevenció de la pel·lagra). El pa té també àcid fòlic i una certa quantitat de carotenoides, tot i que en poca quantitat, ja que han estat reduïts durant la fase de barreja a l'elaboració del pa.
Els pans de farines poc refinades són les que aporten una quantitat més gran de fibra alimentària a la dieta humana, i el consum de pa acostuma a ser una de les fonts més importants de fibra. Els pans blancs de farines refinades són els que aporten una quantitat més petita que arriba fins a un 3%; el pa denominat "integral" pot arribar a tenir entre tres a quatre vegades més de fibra.
El pa ocupa la base de la piràmide alimentària pel que fa als cereals i els llegums, el que indica que pot consumir-se al dia una quantitat relativament moderada, si ho comparem amb altres aliments, dins del que es considera una dieta equilibrada. Per exemple, a la dieta d'un infant d'un any ja s'inclou el pa, així com els aliments dels grups alimentaris bàsics com carn, verdures i llet). Existeixen estudis que esmenten que un consum de pa de sègol aporta a les dones solament un 7,1% de proteïnes, un 1,2% de lípids, i un 11,1% de carbohidrats necessaris a RDI, mentre que a la dieta d'un home contribueix amb un 5,9% de proteïna, un 1,0% del greix i un 9,3% de carbohidrats, el que fa una contribució del total de 28,6% dels nutrients recomanats per l'Organització Mundial de la Salut.

## Tendències modernes

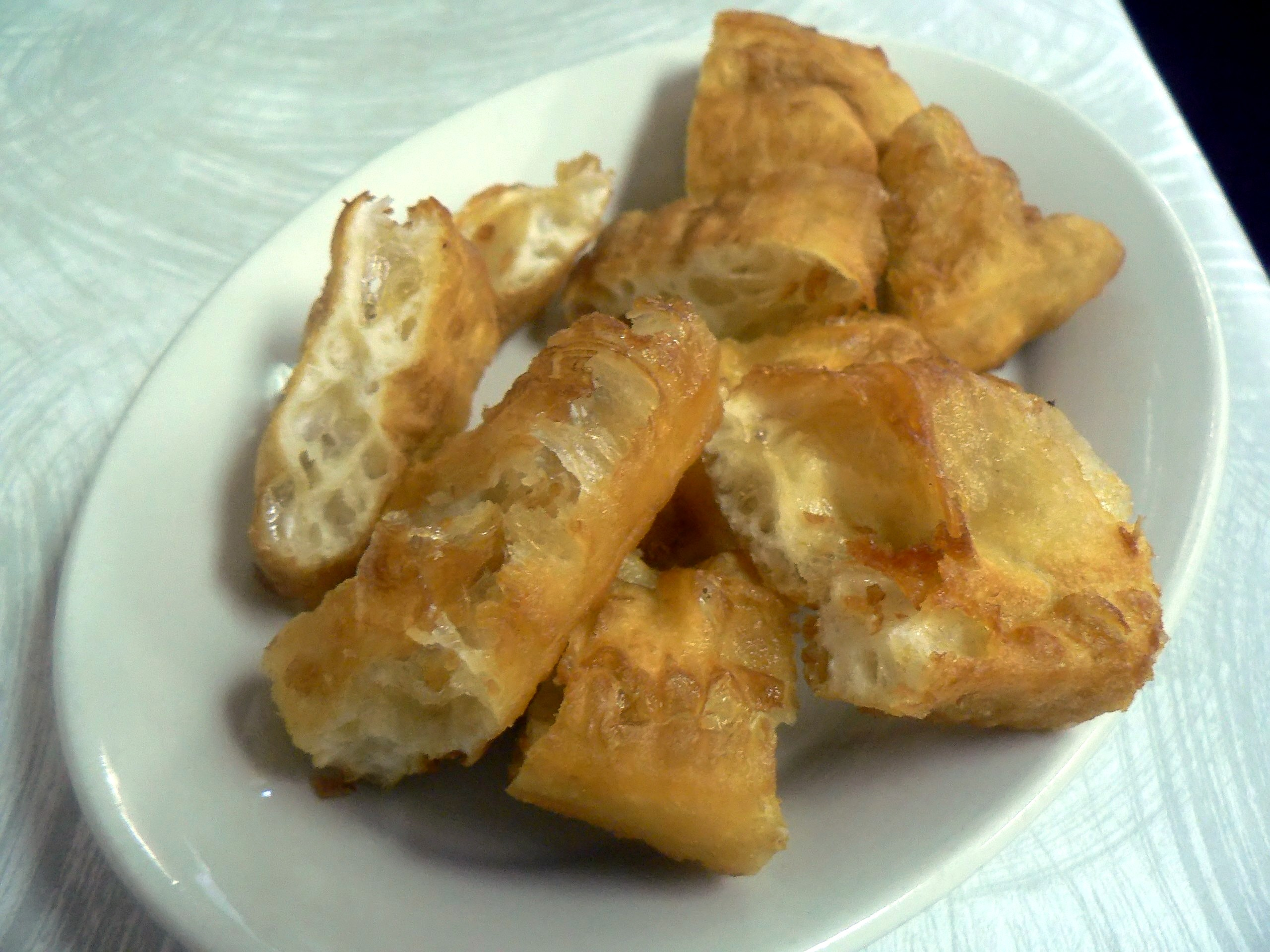
Youtiao o pa xinès fregit

Les tendències modernes del pa van per diverses vies; una de les més investigades és la de la fortificació a fi d'oferir als consumidors un aliment més equilibrat. La fortificació pot anar per la via d'incloure elements minerals, vitamines o també per la d'augmentar els percentatges de fibra alimentària.
Un dels objectius de la indústria actual està a canviar la tendència decreixent de la demanda tot oferint un pa més clàssic, amb millors gusts i aromes. Un altre dels objectius se centra a una millora dels processos de panificació, fent que siguin més efectius i menys costosos en temps. Dintre del corrent mundial de reducció del consum mitjà de calories per persona, s'està pensant de panificar amb farines de soia (o sèrum de llet), i també reduir la quantitat de sucres. Al tema d'incorporar nous ingredients en l'elaboració del pa es té el pa de soia. Una de les tendències és la disminució progressiva de la sal a les masses a 0,43 g sodi de 100 g (equivalent a 1.1 g de sal per 100g).
El pa està afectat per les recerques realitzades a aliments modificats genèticament, a causa de l'ús de cereals com ara blat o ordi modificat genèticament. Aquests pans tindran aparentment poques diferències respecte dels pans elaborats amb farines tradicionals, l'avantatge està pel conreador que té espècies més resistents. Dins de l'enginyeria genètica s'ha aconseguit cereals amb un més gran contingut d'àcid ascòrbic (millora les propietats mecàniques de la massa), cisteïna, enzims, etc. Encara que el pa es faci amb farines tradicionals, hi ha la possibilitat d'emprar a l'inflament de les masses amb llevats modificats genèticament, que proporcionin més gust, que processin els midons de la farina amb una més gran eficiència, que responguin a perfils baixos de temperatura i que reaccionin més ràpid.

## Consum
El consum de pa ha anat creixent amb el pas dels segles d'acord amb el ritme de creixement de la població mundial. El pa és un aliment barat que és assequible a gran part de la població mundial encara que, com és de suposar, el preu del pa és molt sensible al preu del blat i al dels cereals. A començaments del segle xxi s'ha produït un augment del preu parcialment per culpa de la crisi alimentària mundial. Un percentatge de la producció de cereals va a l'alimentació ramadera i un altre va a l'elaboració de derivats, entre els quals es troben les farines. Per regla general, a les zones urbanes el pa s'adquireix fàcilment a fleques, supermercats i botigues. En la majoria dels països la venda de pa està sotmesa a normatives específiques. La tendència mundial és d'una progressiva reducció del consum de pa als països industrials, països que tradicionalment n'han consumit.
El consum mitjà de pa a la cistella de compra alimentària d'un país desenvolupat acostuma a estar entre un 5% i un 10%, xifra que varia en funció de determinats aspectes culturals i locals. El país amb un percentatge més alt de consum de pa «per capita» és Alemanya, amb uns 106 quilograms/persona any, i Xile és el país amb més consum de pa a Amèrica, amb uns 98 quilograms per persona a l'any.

### Consum a Europa

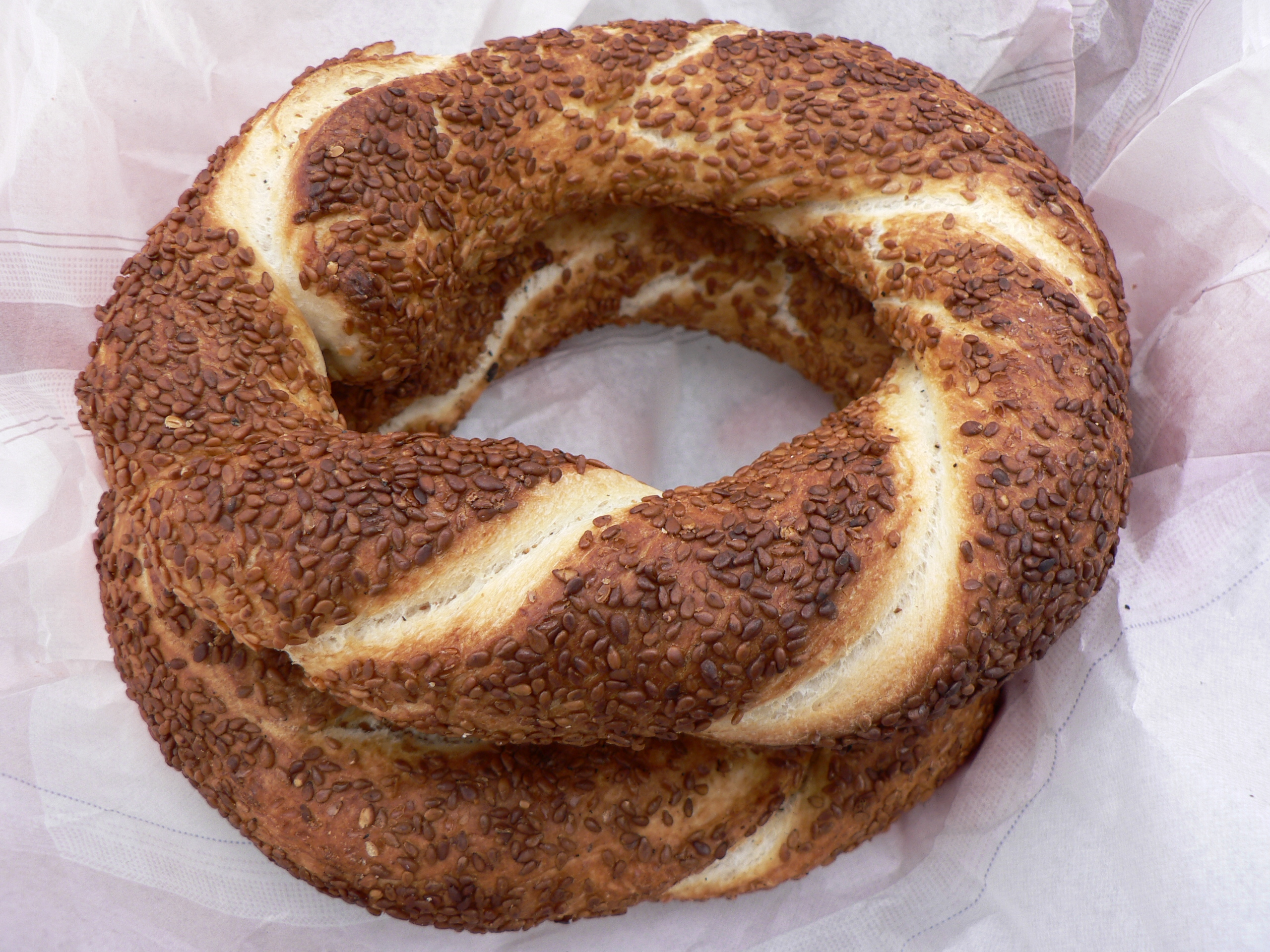
Pa simit amb sèsam

A Europa el consum de pa és molt popular i ha estat associat per complet a la molta del blat. Alemanya i Gran Bretanya són els principals operadors del mercat de pa europeu, amb una quota del 60% de la producció; França, els Països Baixos i Espanya produeixen el 20% entre tots ells. S'acostuma a consumir pa de diversos cereals, encara que les fleques van cedint a una forma més productiva i industrial d'elaboració del pa: la massa congelada. Cada vegada més es troben petits forns a supermercats i gasolineres que ofereixen pa quasi instantani de masses precongelades.
Al nord d'Europa, a la zona dels països escandinaus, és molt popular un pa pla àzim denominat knäckebröd que conserva les seves propietats durant llargs períodes. De tota manera, al nord d'Europa és més popular el consum de pa de sègol.
Igual que en altres països europeus, el consum de pa ha anat disminuint a l'Estat espanyol per diverses raons: l'augment del poder adquisitiu i la progressiva pèrdua d'hàbits alimentaris saludables. El 1964 a l'Estat espanyol el consum de pa per persona i any era de 134 kg; l'any 1981 havia davallat fins a 75 kg i l'any 1991 el consum va ser de 59 kg; des d'aleshores s'ha estabilitzat en uns 58 kg. Les recomanacions de consum de cereals de l'Organització Mundial de la Salut són a la ratlla de 91 quilograms per persona i any.

### Consum a Amèrica

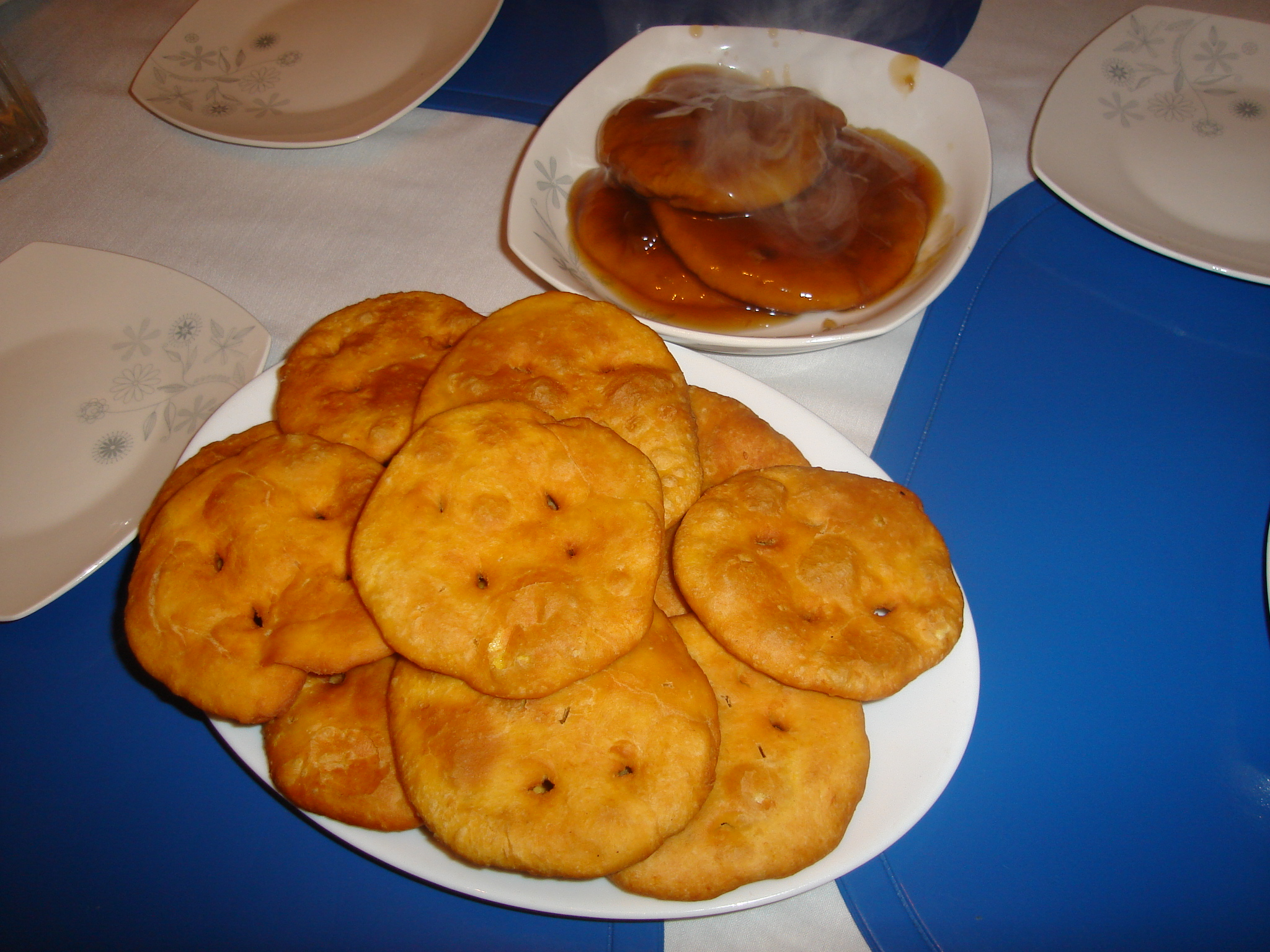
Sopaipillas (pa de carbassó fregit) del sud d'Amèrica

Als Estats Units el consum de pa ha disminuït durant l'última meitat del segle xx, a causa de la preocupació internacional creixent que existeix sobre el consum de pa blanc. El 1933 prop del 80% del pa venut als Estats Units era llescat. El consumidor més important «per capita» és Xile, seguit del Perú, el Brasil i Colòmbia.
En algunes parts de l'Amèrica Llatina és molt tradicional l'elaboració de pans emprant com a cereal el blat de moro amb les famoses tortillas. En alguns llocs la fan de forma tradicional, i és un pa amb grans d'amaranthus; es fa sobretot a la zona dels Andes i també és molt popular a la cultura asteca. En molts casos el consum tradicional de tubercles com la iuca o la patata és un bon complement nutritiu. Un tipus de pa de iuca és el casabe. A Amèrica Central és molt popular el pupusa, fet de farina de blat de moro.
El pa elaborat amb blat és popular a molts països de l'Amèrica Llatina; malgrat tot, el panorama és divers: alguns països tenen un consum elevat, com és el cas de Xile, mentre a altres com Mèxic, Veneçuela i Colòmbia és comparativament escàs. A Mèxic es consumeix el pa de dolç, així com el birote i les tortillas de farina (sobretot al nord); aquestes últimes acostumen a fer-se amb una massa de farina de blat mesclada amb llard de porc o mantega.

### Consum a l'Àsia
El pa tal com es coneix a occident té un relatiu baix índex de consum a l'Àsia. Malgrat l'elevat consum de cereals, es pot dir que l'ús exhaustiu de l'arròs i dels fideus fa que s'eviti el pa tal com es coneix a occident. A l'Índia es consumeixen de manera abundant diversos tipus de pans plans sense llevat que acostumen a servir-se sols o untats amb ghee. Un pa molt valuós al Japó és el (メロンパン), conegut com a melonpan. També és freqüent trobar pa d'arròs. A Vietnam és molt popular la baguet en un entrepà servit en petites botigues denominat Bánh mì; la paraula Bánh en vietnamita ve a significar, sense fer diferència, pa o pastís i acostuma a formar part de nombroses denominacions culinàries vietnamites. Els sandvitxos de baguet són també molt populars a Laos.
Malgrat tot, en alguns llocs acostuma a consumir-se una forma occidentalitzada de pa, sobretot el que es denomina pa francès. A les Filipines, com una conseqüència de la influència espanyola, hi ha el pa de sal. A Malàisia s'acostumen a consumir diversos tipus de pans plans, tots ells molt comuns als esmorzars. A Malàisia i Singapur és molt popular la kaya, una espècie de torrada elaborada amb una baguet oberta.

### Consum a l'Àfrica
El pa blanc elaborat amb farina de blat és considerat un luxe, tanmateix pot veure's en alguns països on hi ha influència de la cultura francesa. En la majoria dels països, l'elaboració és encara una feina costosa, ja que s'acostuma a fer a mà, especialment a l'àfrica subsahariana).
La popularitat del pa a l'Àfrica ha aconseguit que des de mitjan segle xx s'hagin creat cooperatives de dones dedicades a feines específiques de l'elaboració del pa, aquests esforços no només han introduït una petita part d'ingressos sinó que a més a més ha portat el pa a moltes zones de l'Àfrica. Un dels cereals emprats és el teff (Eragrostis tef) que produeix un pa denominat injera. A Sud-àfrica és molt popular el bunny chow, un pa farcit de curri. Algunes vegades s'elaboren pans amb barreges d'arròs i sègol.

## Cultura popular
El pa té molta presència a la cultura popular; un exemple són les abundants al·lusions que es poden trobar al refranyer. La popularitat és tanta que a Europa poden trobar-se museus monogràfics sobre el pa, com és el Deutsches Brotmuseum Ulm, l'Europäisches Brotmuseum, a Ebergötzen (Alemanya). El pa és un aliment occidental que té una escassa presència a Àsia. L'associació internacional de forners va determinar que el dia internacional del pa sigui el 16 d'octubre, dia que coincideix amb el Dia Mundial de l'Alimentació, impulsat per la FAO des de 1979.
Un dels primers conceptes populars del pa amb un component social apareix a Europa sota la idea romana de Panem et circenses («pa i circ»). La idea és esmortir els conflictes socials proporcionant un plaer simple i bàsic a les classes populars: pa gratis. De Maria Antonieta és coneguda l'anècdota en què es va produir una revolta durant la revolució francesa; la gent del poble, a falta de farina i blat, va anar directament a Versalles a encarar a la reina; tal com s'explica, aquesta hauria respost amb la frase: «Que mengin pastissos» (Qu'ils mangent de la brioche), el que va causar un gran enuig al poble. El 1963, a la Unió Soviètica, amb motiu del racionament imposat per Nikita Khrusxov, el pa era inflat amb aire perquè les barres semblessin més grans; pel que se'l va anomenar irònicament «massa de Khrusxov» (en rus: хрущёвское тесто).
Històricament s'ha fet una distinció social d'acord amb el color de la molla que s'hagi menjat; per exemple, els pans de sègol (més negres) han correspost a les classes menys afavorides mentre que els de farina de blat (més blancs) formaven part de les classes més elitistes. El símbol com a aliment fonamental, així com els seus sinònims en algunes cultures, fa que hi hagi moviments com Bread for the World («Pa per al món»). El pa forma part d'una de les variables econòmiques de l'Índex de Preus de Consum amb les quals es fa la revisió salarial.

### Pa i religió

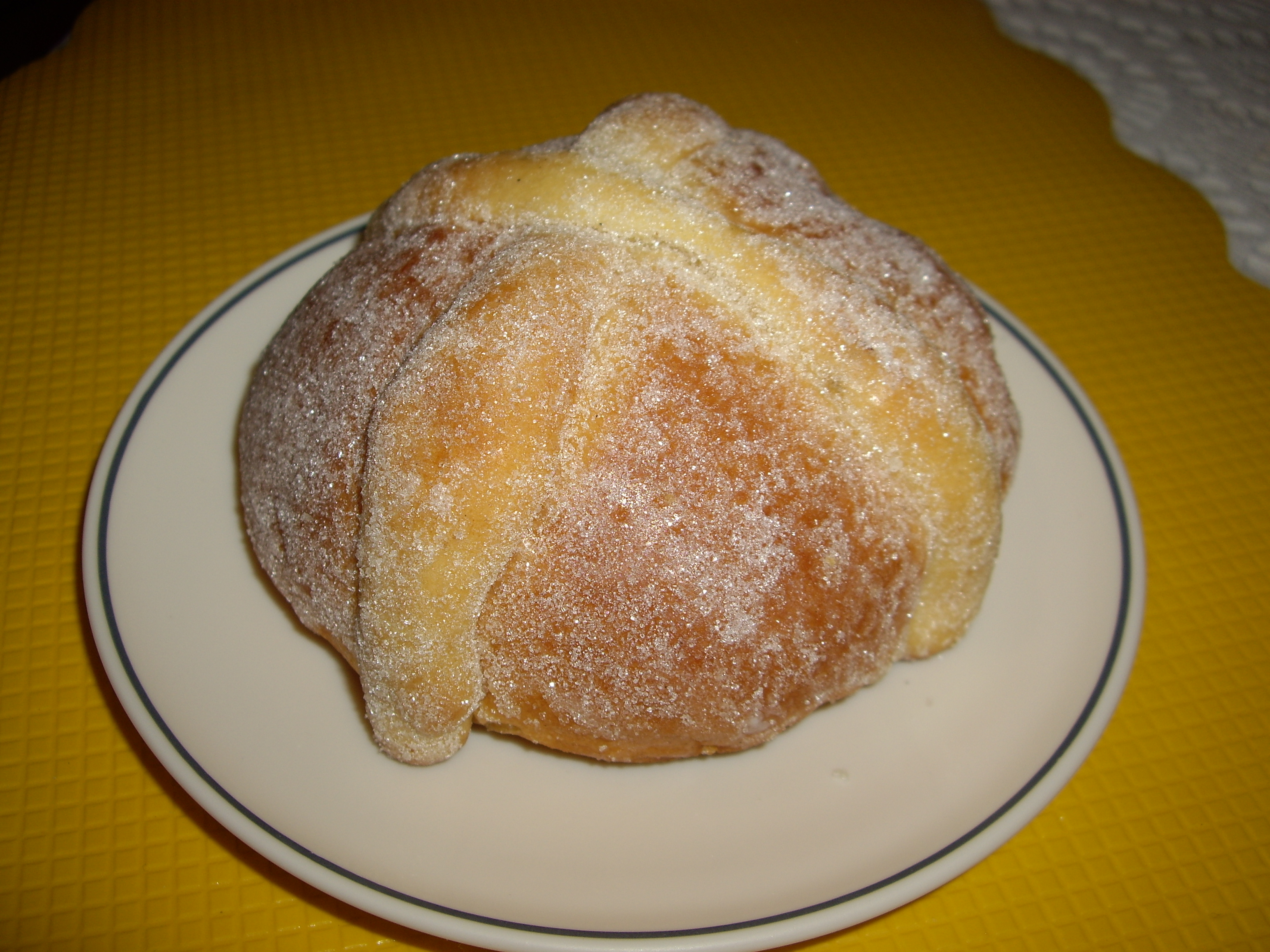
Pa de mort del centre de Mèxic

El pa és present en nombrosos rituals religiosos; per exemple, a la religió cristiana pren protagonisme a l'Eucaristia, anomenada també "la fracció del pa", en la qual el pa és una hòstia de pa àzim. Com el pa va ser l'aliment de la santa cena, al voltant seu se celebra el sagrament de l'Eucaristia. També apareix en un dels miracles més coneguts de Jesús, el de la multiplicació dels pans i dels peixos. El pa apareix com a aliment en diversos passatges de la Bíblia, així com forma part d'una de les seves principals oracions, el parenostre.
En alguns països musulmans el pa es cuina en algunes festes com l'Id al-Fitr, que és la que segueix el Ramadà. La hal·là es tracta d'un pa tradicional jueu elaborat amb una massa rica en ou, en forma de trena, que se serveix divendres a la nit, en el sopar del sàbat, i a les festivitats jueves, excloent la festa de Péssah. Aquesta data els jueus mengen un pa àzim o pa alís denominat Matsà. En alguns llocs de l'Amèrica Llatina existeix el hallulla, o pa de les festes. El prosphora (en grec πρόσφορον – oferiment) és un pa emprat a la litúrgia de l'Església Ortodoxa.
Es considera que Sant Antoni Abat és el patró dels forners, tot i que el seu patronat també comprèn el dels animals de granja.
A Suècia es prepara un pa denominat lussekatt que té forma essa i està aromatitzat amb safrà; se serveix el dia 13 de desembre, el dia de Santa Llúcia, durant l'esmorzar. A França, la fogassa (fougasse) se serveix com a part de les tretze postres, que simbolitzen els dotze apòstols i Jesucrist); de la mateixa manera, trobem el christopsomo grec («pa de Crist»), que té una creu cristiana a la seva superfície, i el hutzelbrot, pa bavarès de Nadal i el pa de mort mexicà a la celebració de la diada de Tots Sants.